# Hammarby IF Fotboll

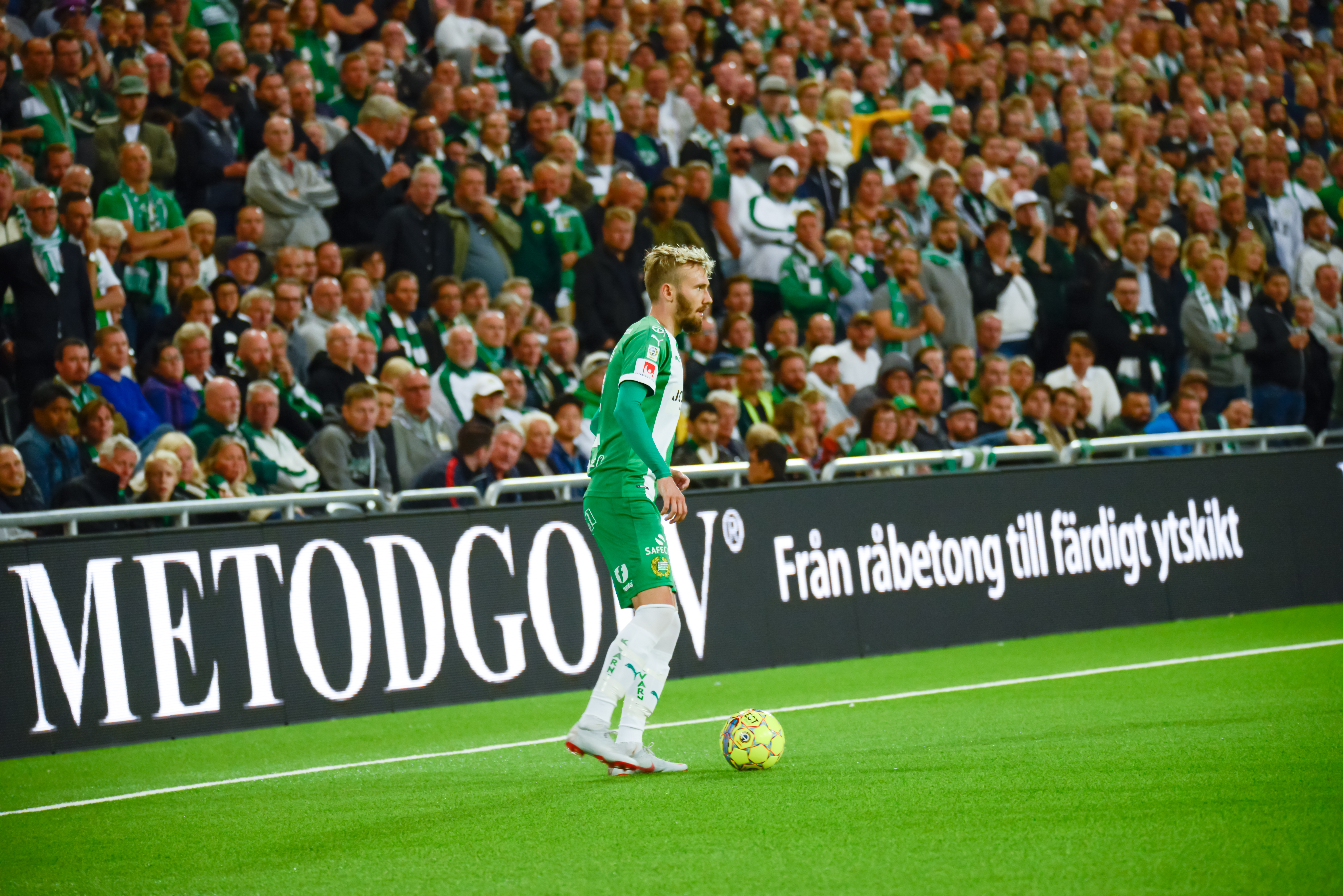
Hemmamatch på Tele2 Arena.

Hammarby IF Fotbollsförening (Bajen) är en fotbollsförening som tillhör alliansföreningen Hammarby IF i Stockholm. Fotbollssektionen bildades 1915. Hammarby deltog i den första upplagan av Allsvenskan 1924/1925, och har sammanlagt 55 allsvenska säsonger bakom sig och är sedan 2023 placerad som åtta i den allsvenska maratontabellen. Efter en kort framgångsrik period i början av 1920-talet levde Hammarby en för det mesta relativt undanskymd tillvaro i lägre divisioner fram till säsongen 1953/1954, då man åter tog sig upp i Allsvenskan. Sedan dess har Hammarby spelat i Allsvenskan eller gått upp i Allsvenskan alla säsonger utom åtta. Under sejouren i Sveriges högsta division mellan 1998 och 2009 vann Hammarby Allsvenskan 2001. Hammarby vann Superettan 2014 och har spelat i Allsvenskan sedan säsongen 2015. År 2021 vann Hammarby Svenska cupen.
Den 1 januari 1999 blev Hammarby IF en alliansförening och sedan 2001 drivs fotbollens elitverksamhet i Hammarby Fotboll AB där Hammarby IF Fotbollförening äger 51 procent, amerikanska Anschutz Entertainment Group och Zlatan Ibrahimović delar på 45 procent.

## Historia

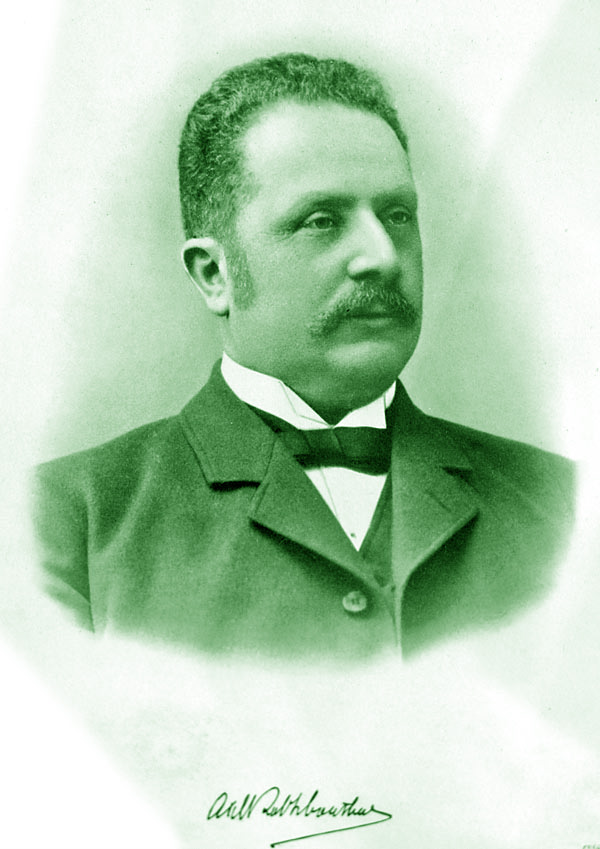
Axel Robert Schöntal, grundare och ordförande för Hammarby Rodd från 1889 till 1918

10 april 1889 bildades Hammarby Roddförening i Barnängen på Södermalm i Stockholm. Med i grundandet var förutom Schöntal även kamrer Lagergren, vävmästare Hjalmar Löfgren samt medlemmarna A Sundqvist, C Sahlberg och A Lundblad. Redan 1884 hade Schöntal börjat arrangera roddtävlingar inför tusentals åskådare för fabriksarbetarna runt Hammarby sjö. Tävlande var arbetare från samma plats. Under åren som följde hade Schöntal svårt att hitta tävlingar utanför Hammarby sjö som tillät ”fattigmansbåten” och det har till och med talats om ren diskriminering från klubbar som hade råd med ”riktiga” roddbåtar. Av den anledningen samlades alla fabriksarbetarna i en förening, Hammarby Rodd. Efter att Hammarby RF 1896 kontaktats av idrottande på idrottsplatsen Lerbacken vid Danvikstull, och då roddarna även sysslade med annan idrott, ombildades föreningen den 7 mars 1897 till Hammarby Idrottsförening med Carl Sundholm; som tävlade för Hammarby rodds första lag, som sin första ordförande.
Tyngdlyftning och cykling var tidigt populära åskådargrenar av föreningen. Hammarby var länge ett dominerande lag under cykelsportens storhetstid i början av 1900-talet. 
Hammarby IF hade vid tiden till stor del samlat ihop diverse lån och insamlingar för byggandet av Hammarby IP. Föreningen hade sedan länge försökt få ihop till en hemmaplan så klubben kunde börja spela fotboll i officiella sammanhang. Eriksdals IF hade tidigare tillgången till fotbollsplanen vid Ringvägen genom den tidens regler för kyrkodistrikt. Eriksdal gick senare upp i Johanneshovs IF. Johanneshov bytte i och med sammanslagningen sina färger på sitt matchställ till Eriksdals tigerrandiga tröjor.  
1915 stod Hammarby idrottsplats färdig. Johanneshov som 1913 spelat i semifinalen till SM (förlust 1-5 mot Djurgården) vägrade att gå upp i Hammarby. Klara SK från Klarakvarteren på Norrmalm gick dock med på anslutning och namnbyte till Hammarby IF. Första matchen på Hammarby IP spelades den femtonde augusti 1915 mot Västerås SK (5-0). Tidigare Klaraspelaren Ragnar Gunnarsson blev fyramålsskytt och dessutom Hammarbys första målskytt någonsin. Gösta Wihlborg gjorde det sista målet. Han skulle bli Hammarbys mest ansedde utespelare tills början på 1920-talet; då han emigrerade till USA. Han besökte dock Hammarbys matcher senare i livet. Målvakten Victor Olsson och skyttekungen Gustaf Björk var lagets populäraste spelare. 

### Svenska serien
Hammarby deltog i Svenska serien, som var den största serien på den här tiden, för första gången 1920/1921. Hammarby slutade på tredje plats och kunde för första gången titulera sig "bäst i stan". Början av säsongen spelades inför 9 853 åskådare den första matchen någonsin i seriesammanhang mot AIK (vinst 1-0). Hammarby vann senare på säsongen mot Djurgården med 6-0 och blev kända för sin offensiva fotboll. 1921 besegrade Hammarby Greuther Fürth (3-1) inför 11 000 åskådare i Stockholm. Greuther Fürth ansågs vara ett av Europas bästa lag. Det blev efter matchen fest på Mosebacke och senare ner till Hammarby IP; där fotboll spelades långt in på morgonen. 1922 kvalificerade man sig till final i Svenska mästerskapen. Finalen spelades på Stockholms stadion mot Gais den 8 oktober inför 14 000 åskådare. Hammarby saknade stormålvakten Victor "Kucku" Olsson i finalen och Gais vann med 3-1.

### Allsvenskan

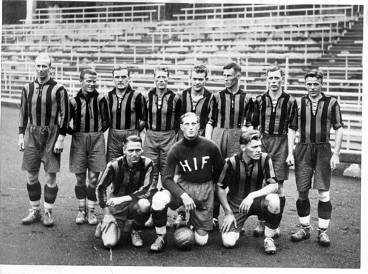
Hammarbys lag 1934

När Allsvenskan startades 1924/1925, var Hammarby med. Den första matchen spelades borta mot Örgryte IS den 3 augusti 1924. Efter 11 minuter tog Hammarby ledningen genom Rikard Larsson, vilket visade sig bli Allsvenskans första mål någonsin. Matchen förlorades dock med 1-5 och man slutade sist efter endast två segrar och åkte ur Allsvenskan.
Fortfarande var Hammarby en storklubb på Södermalm, som lockade publik i bandy, ishockey och fotboll, där Sigfrid Öberg och Axel Nilsson var lokalkändisar. 1930 föll laget i avancemang till Allsvenskan i sista omgången. Under 1930-talet blev Sven Bergqvist med sina kamrater från Sofiaskolan stommen i laget. Hammarby vann serien 1937. Kvalspelet föll Hammarby i avgörande matchen mot Brage inför 20 000 åskådare i Stockholm. Året efter; 1938; förlorade laget i kvalet igen. Men 1939 skrällvann Hammarby mot IFK Norrköping och Sven Bergqvist storspelade inför storpubliken. Efter avgörande matchen stormades planen och Bergqvist och hela laget hissades upp i luften av glada Hammarbysupportrar.
Spelarstommen under 1940-talet bestod av Hammarbys ishockeylag med skyttekungen Kurt "Biffen" Kjellström" i täten. 1947 åkte laget ur Division II. Ommöblering inom seriesystemet gjorde att Hammarby degraderades ner till Division IV. Veteranen Åke "Plutten" Andersson var en av få som fortsatte i laget. "Plutten" med ungdomarna Nacka Skoglund och Folke "Hinken" Holmberg blev starkt bidragande till att Hammarby under en sjuårsperiod tog sig upp från Division IV till Allsvenskan. Hammarby blev sedan mitten av 1950-talet ett lag som pendlade mellan Allsvenskan och Division II. En höjdpunkt var sista omgången av Allsvenskan 1961 då Hammarby undvek degradering inför 20 000 åskådare. Laget hämtade upp ett 0-3 underläge mot IFK Göteborg och AIK åkte därmed ut ur Allsvenskan. Gamla Hammarbyspelaren Folke Adamsson, som tränade Hammarby, blev efter matchen hissad i luften runt planen. Division II 1964 gjorde Nacka Skoglund comeback i laget efter fjorton års proffsspel i Italien. "Nacka" skruvade in en hörna i bortre krysset efter tre minuters spel in i comebackmatchen. I slutet av 1960-talet var Tom Turesson stjärnan i laget.

### 19 säsonger i Allsvenskan
1970 började Hammarbys hittills längsta svit i Allsvenskan - 19 säsonger. Efter halva säsongen låg man dock sist i tabellen. Men sen hände någonting – Hammarby började vinna och publiken började sjunga. De avslutande 11 matcherna var man obesegrade och ju längre säsongen led desto högre ljöd sången på läktaren. Bajen klättrade upp till en slutlig femteplats, den så långt bästa placeringen någonsin. Under den första hälften av 1970-talet höll Bajen mest till i de nedre regionerna av Allsvenskan.
1977 nådde man för första gången final i Svenska cupen, som dock förlorades mot Östers IF med 0-1 på Söderstadion. 1979 blev Matte Werner den första hammarbyare att vinna skytteligan (14 mål). Följande år - 1980 - hamnade Hammarby femma i Allsvenskan, och det var Billy Ohlssons tur att bli skyttekung med 19 mål.
1982 införde Fotbollförbundet allsvenskt slutspel om SM-guldet. Nu blev Bengt Persson tränare för Hammarby och man slutade på andra plats i Allsvenskan. Hammarby tog sig till final där man mötte seriesegrarna IFK Göteborg. Hammarby vann den första finalen i Göteborg med 2-1. IFK Göteborg vann returen med 3-1 på Söderstadion. Hammarby hade slutat tvåa i serien och vann därför Lilla Silvret. Den bästa allsvenska säsongen någonsin och den första mästerskapsmedaljen sedan 1922.
1983 nådde Hammarby för andra gången finalen i Svenska cupen och mötte IFK Göteborg på Råsunda. Hammarby förlorade 0-1 efter förlängning. 1984 blev det en fjärdeplats och man tog hem bronsmedaljerna. I slutspelet blev det förlust i semifinalen mot IFK Norrköping efter straffsparksläggning. 1985 deltog Hammarby även för första gången i en av Uefa:s europeiska cuper, Uefacupen. I den andra omgången väntade skotska St. Mirren. Hemmamatchen slutade 3-3. I returmatchen tog St. Mirren ledningen, men Hammarby både kvitterade och gjorde ett segermål i slutminuterna vilket tog Bajen till den tredje omgången. Hemmamatchen på Råsunda, mot tyska FC Köln, spelades på en helt snötäckt plan och Bajen vann med 2-1. I returmatchen tog Hammarby ledningen, men FC Köln kom tillbaka och vann till slut matchen med 3-1.
1988 hamnade Hammarby sist och fick lämna Allsvenskan efter 19 år.

### Undret i Karlstad och konkursrisk
1989 tog den förre spelaren Kenta Ohlsson över som tränare. Efter halva säsongen låg man 7 poäng efter Kiruna FF. Kenta Ohlsson bestämde sig då för att spela med ett yngre lag och Hammarby avslutade med 11 matcher utan förlust. Inför sista omgången låg man en poäng efter Vasalunds IF och 6 mål sämre målskillnad. Vasalund spelade 0-0 borta mot Luleå FF/IFK Luleå vilket betydde att Hammarby måste vinna borta mot Karlstads BK med 6 mål. I den 87:e minuten gjorde man 4-0. Matchen i Luleå var slut och Vasalunds spelare firade. Samtidigt i den 90:e minuten i Karlstad gör Hammarby 5-0 och sen på hörna 6-0 genom Niclas Jönsson. Hammarby vinner Division 1 på fler gjorda mål och är åter klara för Allsvenskan. Matchen har i Hammarbykretsar senare blivit känt som 'Undret i Karlstad'.
1990 åkte Hammarby ur direkt. Nu följde en ny mörk och svår tid, med tre raka säsonger i division 1, enorma ekonomiska problem och vid ett tillfälle bara timmar från en konkurs. Man spelade i Allsvenskan 1994 och 1995, men åkte sedan ur igen. 1997 fyllde Hammarby IF 100 år och man anlitade Rolf Zetterlund som tränare. I den första matchen mot Djurgården tog Bajen ledningen med 1-0. Under tilläggstiden blev Kim Bergstrand utbytt mot Jonas Kling. Det var dock Hammarbys fjärde byte, men ingen åtgärd följde. I hemmamatchen mot Djurgården kvitterade Hammarby till 2-2 på en hörna på tilläggstid och Bajen var tillbaka i Allsvenskan.
1998 ledde Hammarby Allsvenskan under en lång tid. På slutet spelade man dock inte lika bra, men Hammarby säkrade till slut tredjeplatsen och det Lilla Silvret. 1999 låg Hammarby sist efter 16 omgångar och tränaren Rolf Zetterlund fick gå. In kom i stället Sören Cratz. Med en match kvar låg Hammarby på kvalplats, med risk att bli relegerade direkt. Bajen besegrade Trelleborg med 4-0 medan övriga resultat gick Hammarbys väg och man nådde 10:e platsen och klarade det allsvenska kontraktet. 2000 slutade Hammarby på 8:e plats.

### Början av 2000-talet
2001 avslöjades att Hammarbys skulder var mycket större än man trott och på medlemsmötet röstade man in en ny ordförande. Allsvenskan 2001 började väldigt bra för laget och man var obesegrade de första sju omgångarna. Under sommaren följde Bajens starkaste period för säsongen. Nu bestämde Hammarbys styrelse att kontraktet med tränaren Sören Cratz inte skulle förlängas, för att Hammarby ville spela en mer attraktiv fotboll. Beslutet svetsade dock samman laget och man höll sig kvar i toppen. Den 21 oktober 2001 tog Hammarby emot Örgryte IS på Söderstadion. En vinst skulle innebära att Hammarby blev svenska mästare. Örgryte tog ledningen, men Hammarby kvitterade genom Andreas Hermansson i matchens 31:a spelminut. Sex minuter in i andra halvlek vräkte sig Jonas Stark fram på ett inlägg och nickade halvt liggande in 2-1. En kvart senare pricksköt Kennedy Bakircioglu in 3-1 i högra krysset. Hammarby vann med 3-2 och var svenska mästare. I säsongens avslutande match borta mot Gif Sundsvall förlorade Hammarby med 0-1, vilket inte hade någon betydelse, och lagkaptenen Lasse Eriksson blev den första att få lyfta den nyinstiftade Lennart Johanssons pokal.
Inför 2002 fick Hammarby en ny tränare, Anders Linderoth. Hammarby fick kämpa i botten av den Allsvenska tabellen under hela 2002 och säkrade det allsvenska kontraktet först i den sista omgången. Efter 3-1-segern hemma mot Helsingborgs IF hyllades Helsingborgs tränare Sören Cratz, Bajens guldtränare från 2001. Helsingborg sparkade Sören Cratz dagen efter matchen. Hammarby deltog i kvalspel till Champions League. Efter 1-1 hemma mot FK Partizan Belgrad så blev det respass direkt efter 0-4 i Belgrad. Allsvenskan 2003 fanns Hammarby bland topp tre hela säsongen. Bajen slutade på andra plats och tog hem det Stora Silvret.
I Allsvenskan 2004 mötte Hammarby AIK på Råsunda i den 24:e omgången. Efter att Hammarby tagit ledningen utbröt oroligheter på AIK:s norra ståplatsläktare, vilket tvingade domaren att avbryta matchen. Efter avbrottet lyckades AIK kvittera. Hammarby hamnade till slut på en sjätteplats. Det var även spel i Uefacupen, där man först besegrade isländska IA Akranes för att sedan åka ut mot Villarreal CF.
I Allsvenskan 2005 klarade Hammarby till slut fjärdeplatsen och bronset. 2005 deltog Hammarby i Royal League, som hade införts året innan. I matchen på Söderstadion mot Djurgården i Allsvenskan 2006 ledde Djurgården med 3-0 i halvtid. I andra halvlek utbröt det oroligheter på Hammarbys norra läktarsektion och domaren avbröt matchen. Matchen färdigspelades inte. Resultatet fastställdes till 3-0 till Djurgården och Hammarby fråntogs 3 poäng och fick 75 000 kronor i böter. Hammarby slutade på en tredje plats och vann Lilla Silvret. Efter den allsvenska säsongen tog Tony Gustavsson över som tränare.

### Sportsligt fall samt vägen tillbaka
2007 kvalificerade sig Hammarby för Uefacupen efter att ha vunnit Intertotocupen, tillsammans med Aalborg BK, Blackburn Rovers FC, Club Atlético de Madrid, FC Otelul Galati, FC Tobol Kostanay, Hamburger SV, RC Lens, SK Rapid Wien, UC Sampdoria och UD Leiria. Hammarby besegrade norska Fredrikstad FK efter 2-1 på Råsunda och 1-1 i returen, efter att Sebastián Eguren slagit in en straff på tilläggstid. Sen blev portugisiska SC Braga för svåra. Allsvenskan 2008 gjorde Suleyman Sleyman sitt första och enda mål för Hammarby, då han kvitterade till 2-2 mot AIK. Hammarby hamnade slutligen på en niondeplats.
Inför säsongen 2009 var målsättningen en topp fyra-placering. I stället blev det platt fall för Hammarby, som till slut landade på jumboplatsen i Allsvenskan. Under sommarens slut ersattes tränaren Tony Gustavsson med Thom Åhlund för resten av säsongen, medan resten av tränarstaben var densamma. Flera uppmärksammade spelarförsäljningar gjordes också under sommaren, däribland anfallsstjärnan Charlie Davies övergång till franska FC Sochaux-Montbéliard för 22 miljoner. Degraderingen blev ett faktum den 28 oktober, när man förlorade på bortaplan mot Trelleborgs FF med 2-4. Man åkte också ur Svenska Cupen i den fjärde omgången efter förlust med 2-4 på bortaplan mot Mjällby AIF.
Under 2010 spelade Hammarby i Superettan för första gången. Michael Borgqvist och Jesper Blomqvist var nya tränare, men resultaten uteblev. I början av september 2010 valde Borgqvist att lämna Hammarby trots drygt ett år kvar på kontraktet. Orsaken uppgavs enligt klubben vara hot från okända personer. Efter en misslyckad säsong slutade Hammarby på en åttondeplats i tabellen, åtta poäng upp till allsvensk kvalplats och sju poäng till kvalplats neråt.
I Svenska Cupen gick det dock bättre för Hammarby som 2010 tog sig hela vägen till final efter att ha slagit ut Värmdö IF, Trelleborgs FF, IF Elfsborg, Brommapojkarna och Kalmar FF. I finalen på ett fullsatt och kokande Söderstadion blev dock Helsingborgs IF för svåra. Hammarby förlorade med 0-1, men var ändå smått bragdartade silvermedaljörer.
Andra säsongen i Superettan 2011 höll på att sluta riktigt illa. Målsättningen var en topp tre-placering. Efter halva säsongen låg Hammarby ett par poäng från kvalplats uppåt. Sedan sjönk Hammarby stadigt ner i det absoluta bottenträsket. I avslutningsmatchen borta mot Ängelholm stod det 0-0 vid full tid vilket för Hammarbys del skulle ha inneburit kvalspel för att hålla sig kvar i serien, eftersom Jönköpings Södra IF vann hemma mot GIF Sundsvall. Men i den femte och sista tilläggsminuten slog Sebastian Bojassén in 1-0 till Hammarby med matchens absolut sista spark. Därmed lämnade Hammarby över kvalplatsen till Värnamo, och höll sig kvar i serien utan något kvalspel. Målet innebar också att man sparkade bort Ängelholm från direkt uppflyttning till Allsvenskan. (De fick försöka kvalspela dit i stället, och misslyckades med det.)
Inför säsongen 2012 anställdes Gregg Berhalter som tränare. De fick en bra start med fyra raka vinster. De förlorade dock flera matcher under sommaren och slutade på en fjärdeplats. Under säsongen 2013 fick Berhalter sparken efter en mindre lyckad period och resten av säsongen tog Thomas Dennerby över som tillförordnad tränare. Den 6 november 2013 tillsattes Nanne Bergstrand på posten. 2014 fick Hammarby det mesta att stämma, publiken strömmade till "Nya Söderstadion" och Hammarby hade ett fantastiskt hemmasnitt på 20 451 personer. "Bajen" kom överlägset etta i publikligan i hela Sverige för 2014 trots att man spelade i Sveriges näst högsta serie. I sista omgången var bara frågan om man skulle ta en av de två direktplatserna till Allsvenskan eller bli trea och få kvalspela. Hammarby vann sin match mot Jönköpings Södra IF och säkrade direktuppflyttning, och då GIF Sundsvall bara spelade oavgjort tog Hammarby också hem seriesegern.

### Återkomsten till Allsvenskan

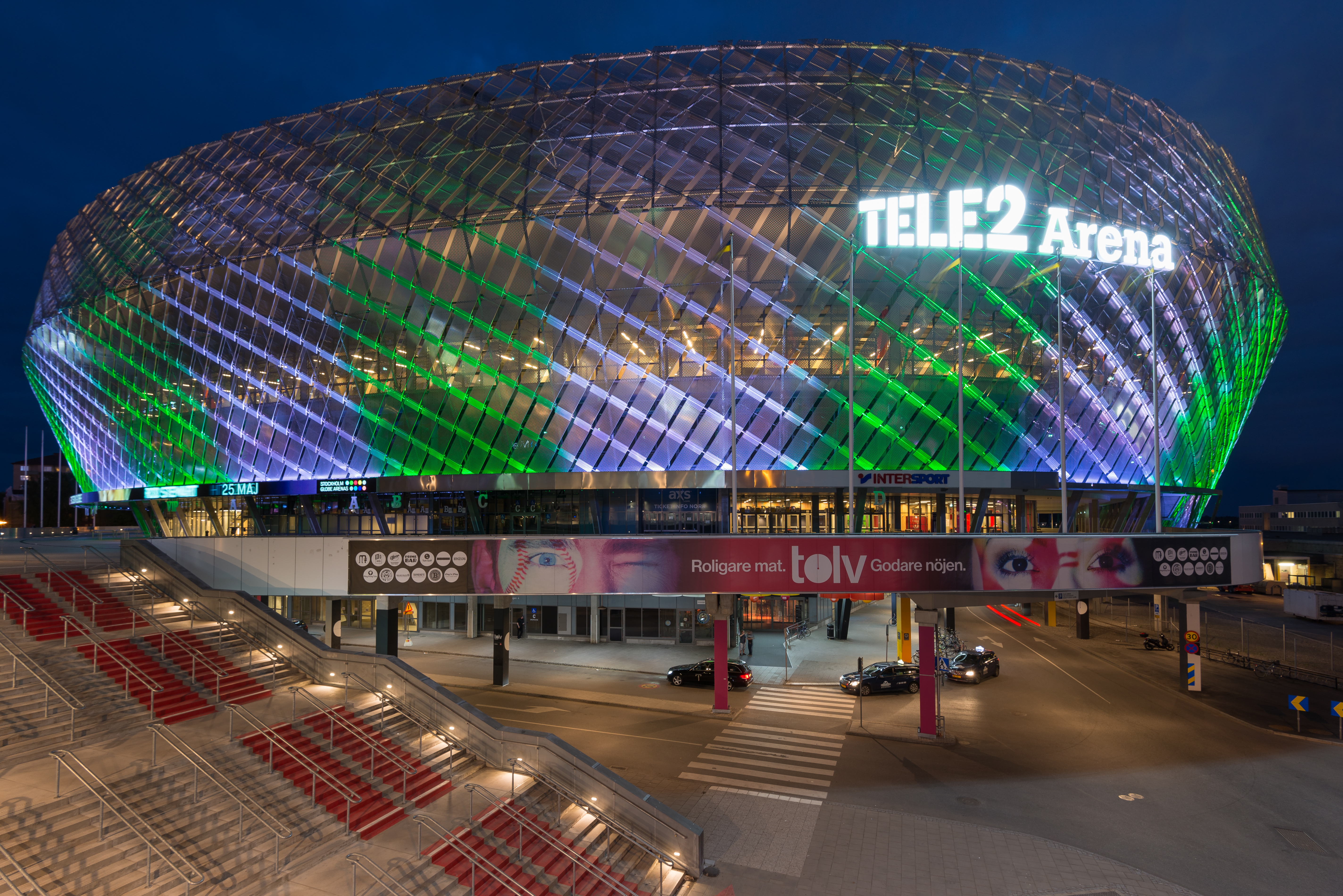
Exteriör av Tele2 Arena söderifrån.

2015 var man, efter 2014 års fina prestationer i Superettan, tillbaka i den svenska fotbollens högsta serie. Den första allsvenska matchen spelades hemma mot BK Häcken och vanns av Hammarby med 2-0. Hammarby fortsatte att ta poäng i början av säsongen men tröttnade så småningom något och hamnade på en elfteplats.
2016 fortsatte i föregående säsongs spår med en elfteplats. Detta ledde till att lagets tränare, Nanne Bergstrand, fick avgå efter tre år som aktiv i klubben.
Inför 2017 anställde man en ny tränare, Jakob Michelsen, som anslöt från den danska klubben Sönderjyske. Dansken spelade en mer defensiv fotboll än sin föregångare. Detta till trots slutade "Bajen" endast på en niondeplats, vilket för Michelsen innebar att han fick se sig om efter nya uppdrag.
Platsen som huvudtränare för klubben togs av den tidigare assisterande tränaren, Stefan Billborn. Man fick en bra start på säsongen 2018, med bland annat vinster mot IFK Norrköping, Djurgårdens IF och det regerande mästarlaget Malmö FF. Detta, tillsammans med många andra glädjefyllda resultat för klubben, resulterade i att söderlaget ledde Allsvenskan vid sommaruppehållet. Resten av säsongen blev däremot desto sämre. Successivt tappade man mark gentemot de andra topplagen och slutade till slut på en fjärdeplats efter att ha tappat tredjeplatsen i sista omgången. Hammarby befann sig alltså bland de tre bästa lagen i tabellen hela säsongen, ända tills den sista halvtimmen av den sista omgången, då Malmö FF gick om. Många i "Bajenlägret" summerade dock ändå säsongen som "ett fall framåt".

### Mot titlar och Europa
2019 blev en ännu bättre säsong än föregående år då man gjorde överlägset flest mål i hela Allsvenskan, detta ledde dock inte till ett SM-guld då man hamnade på en tredjeplats med endast 1 poäng från första platsen, Djurgården, och sämre målskillnad än tvåan, Malmö FF. Man säkrade också genom tredjeplatsen i Allsvenskan en kvalplats till Uefa Europa League nästa års säsong. Säsongen 2019 ses som en av de bästa säsongerna sedan 2001 för Hammarby trots att man snubblade på målsnöret något. 
Säsongen 2020 blev dock en besvikelse i jämförelse med året innan. Med anledning av Covid-19-pandemin sköts Allsvenskan upp från april till juni och fick spelas utan publik. Klubben slutade på en åttonde plats i Allsvenskan. Man vann sin första kvalmatch till Europa League med 3-0 mot ungerska Puskás Akadémia men förlorade sedan med 0-3 i den andra kvalomgången mot polska Lech Poznań.
2021 blandade och gav för Hammarby. Allsvenskan inleddes utan publik då pandemin fortfarande stod i vägen och vårsäsongen gick trögt i ligan, i Svenska Cupen gick det desto bättre då man vann i finalen mot BK Häcken på straffar. Hammarby tog sin andra titel och sitt första cupguld någonsin. När man under Allsvenskans sommaruppehåll låg på en åttondeplats i tabellen valde styrelsen att sparka Stefan Billborn som ersattes av serbiska Miloš Milojević. Eftersom man vann Svenska Cupen så fick man en kvalplats till Europa Conference League där man tog sig till den tredje kvalomgången som Hammarby förlorade på straffar mot schweiziska FC Basel. När säsongen tog slut låg man på en femteplats i Allsvenskan och sportchef Jesper Jansson uttryckte att man "vunnit höstallsvenskan" då man presterat bäst av alla lagen i serien under hösten. 
Efter säsongen 2021 blev det känt att Miloš Milojević åkt iväg till norska Rosenborg för att diskutera ett jobberbjudande utan att först meddela Hammarbys styrelse vilket ledde till att han fick sparken. Inför säsongen 2022 anställdes den spanska tränaren Martí Cifuentes som ny huvudtränare för Hammarby. Cifuentes fick en flygande start som ledde till att han fick sin egen ramsa, "Cifuentes Samba", efter bara några få omgångar i Allsvenskan. Resultaten gick även bra i Svenska Cupen där man tog sig till sin andra raka final som man dock förlorade denna gång på straffar mot Malmö FF. De flesta av supportrarna ser säsongen 2022 som den bästa sen 2019 då man hade bäst målskillnad i serien och slutade på en tredjeplats efter att man inte riktigt orkat hela vägen till guldet. Säsongen var dock inte bara ljus då man inte vann ett enda derby under hela säsongen utan kryssade i alla förutom Djurgården-borta som man förlorade med 1-0. Säsongen 2023 slutade Hammarby 7:a i tabellen. Laget vann samtliga hemmaderbyn (4-3 mot Djurgården, och 4-2 mot AIK) Hammarby slog även ut AIK i kvartsfinalen i svenska cupen. Laget åkte ur i semifinalen. Allsvenskan 2024 började laget i nedre regionerna av tabellen. En stark avslutning (0-3 mot Djurgården) innan sommaruppehållet rykte Hammarby upp sig och slutade till slut 2:a i Allsvenskan. Laget blev "bäst i stan" och fick sin bästa placering sedan 2003.

## Färger och klubbmärket
Då Hammarby RF bildades valde man ett klubbmärke bestående av en vit flagga med tre gröna vågräta linjer. Anledningen var att två blåa respektive röda linjer på en vit flagga användes av två konkurrerande roddföreningar och man valde då grönt som var hoppets färg. Man lade till en tredje rand, då man upptäckte att Göteborgs RF redan hade en grönvit flagga med två ränder.
Då fotbollssektionen bildades 1915, bestämdes i det första sammanträdet att dräkten skulle se ut enligt följande: vit mössa med en femuddig grön stjärna, vit tröja med H.I.F.-märket på bröstet, vita byxor och svarta strumpor.
Efter samgåendet med Johanneshovs IF 1918, bytte fotbollslaget dräkt. Nu gällde Johanneshovs svartgulrandiga tröjor, blåa byxor och svarta strumpor med gula ränder. På 1950-talet bytte man ut de blå byxorna mot svarta. Det sägs att det var "Nacka" Skoglund som, när han besökte hemlandet en sommar i mitten av 1950-talet bekostade svarta shorts, då han tyckte att de "såg fräckare ut".
1978, 60 år efter samgåendet med Johanneshov, bytte man till dräkter med vita tröjor, gröna byxor och vita strumpor. 1997 kom "tigerränderna" tillbaka, dock i de nygamla grön-vita färgerna och med gröna byxor och vita strumpor. Sedan dess har man mestadels spelat i grön-vitrandiga tröjor (1997–2013, 2017–2020) och gröna shorts och några säsonger (2014–2016, 2021) i vita tröjor och gröna shorts.
Till och från har de gul-svarta färgerna återkommit i andra- och tredjeställ även efter 1978.
| Vänster: Folke Holmberg i tigerrandig tröja. Höger: Match mellan Hammarby IF (svart-gul dräkt) och Malmö FF. |  | Vänster: Folke Holmberg i tigerrandig tröja. Höger: Match mellan Hammarby IF (svart-gul dräkt) och Malmö FF. |
| Vänster: Folke Holmberg i tigerrandig tröja. Höger: Match mellan Hammarby IF (svart-gul dräkt) och Malmö FF. |  | |

### Sponsorer
Sedan 2019 är Craft materialsponsor och leverantör av Hammarbys matchställ med ett avtal som sträcker sig fyra år framöver med option på ytterligare två år. Hammarby har även stora sponsoravtal med Folkia och sportåterförsäljaren InterSport. 2018 skrev Hammarby huvud- och tröjsponsoravtal med företaget Jobman Workwear AB som sträcker sig fem år framåt. 2021 skrev man på ett avtal över 4 år med Huski Chocolate, som varit huvudsponsor för damlaget sedan tidigare, och i samband med detta fick Jobman Workwear AB kliva ned som herrarnas och ungdomslagens bröstplats, men är vidare fortfarande en nära partner till Hammarby Fotboll.
| Period    | Ställtillverkare | Tröjsponsor                          |
| --------- | ---------------- | ------------------------------------ |
| 1978      | Adidas           | Ingen                                |
| 1979      | Adidas           | Minolta                              |
| 1980–1985 | Adidas           | 1x2                                  |
| 1986–1987 | Adidas           | ICL                                  |
| 1988–1989 | Adidas           | ICA Handlarna, Oddset                |
| 1990–1991 | Nike             | Oddset                               |
| 1992–1993 | Mitre            | Oddset                               |
| 1994–1995 | Puma             | Oddset                               |
| 1996–1997 | Puma             | Folksam, Oddset                      |
| 1998      | Puma             | Folksam, Oddset, Stadium Sweden AB   |
| 1999      | Puma             | Folksam, Falcon, Kungsörnen, Stadium |
| 2000–2001 | Puma             | Folksam, Falcon, AXA, Stadium        |
| 2002–2003 | Puma             | Coop                                 |
| 2004      | Puma             | Siemens                              |
| 2005–2006 | Kappa            | Siemens                              |
| 2007      | Nike             | Unicef                               |
| 2008–2009 | Nike             | Finlux                               |
| 2010–2011 | Nike             | Pepsi                                |
| 2011      | Kappa            | Pepsi                                |
| 2012      | Kappa            | Ingen                                |
| 2013      | Kappa            | Herbalife                            |
| 2014      | Kappa            | Herbalife                            |
| 2015-2017 | Puma             | LW AB                                |
| 2018      | Puma             | Jobman                               |
| 2019      | Craft            | Jobman                               |
| 2020      | Craft            | Jobman                               |
| 2021      | Craft            | Huski Chocolate                      |
| 2022      | Craft            | Huski Chocolate                      |
| 2023      | Craft            | Huski Chocolate                      |
| 2024      | Craft            | Projob Workwear                      |

## Arenor

### Hemmaarenor

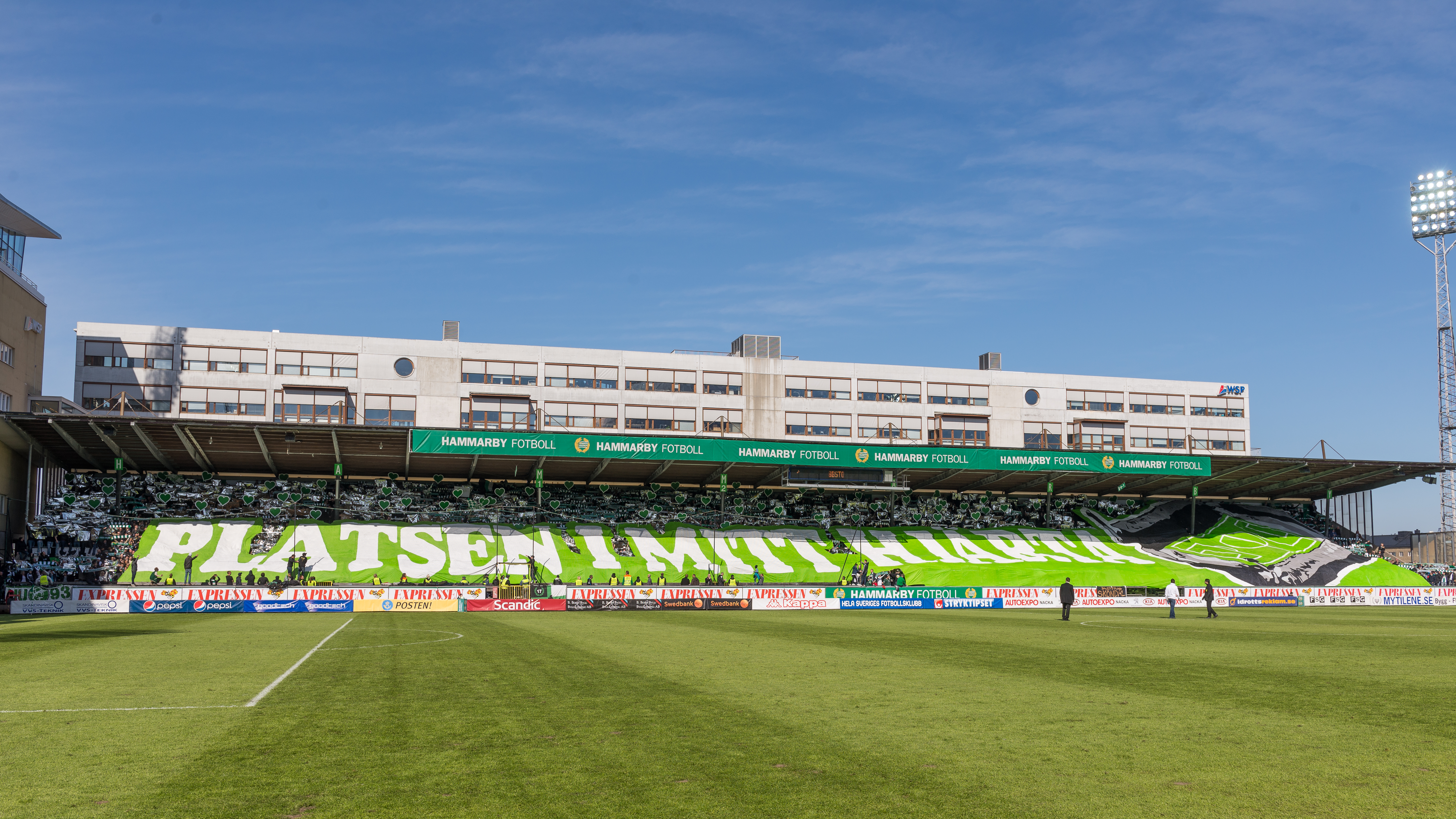
Sista hemmapremiären på Söderstadion, 14 april 2013.

Hammarbys fotbollssektion bildades i samband med att Hammarby IP färdigställdes, då Klara SK gick samman med Hammarby bland annat på grund av brist på fotbollsplaner i Stockholm. Hammarby IP blev då Hammarbys primära hemmaplan, men då publikkapaciteten var begränsad använde man sig av Stockholms stadion när man förväntade sig större publik. Och så har det varit för det mesta genom åren; en primär hemmaplan och en andra för stora publikmatcher (eller som på senare år; för matcher där den primära arenan inte lever upp till Uefa:s eller SvFF:s krav).
Hammarbys hemmaarenor genom åren:
- Hammarby IP (även kallad Kanalplan) 1915 till 1938/1939. Den enda matchen 1946/1947 blev Hammarbys sista på Kanalplan. Hammarby spelade en allsvensk hemmamatch på Hammarby IP 1924. Publikrekord: 4 025 (Träningsmatch 1933)

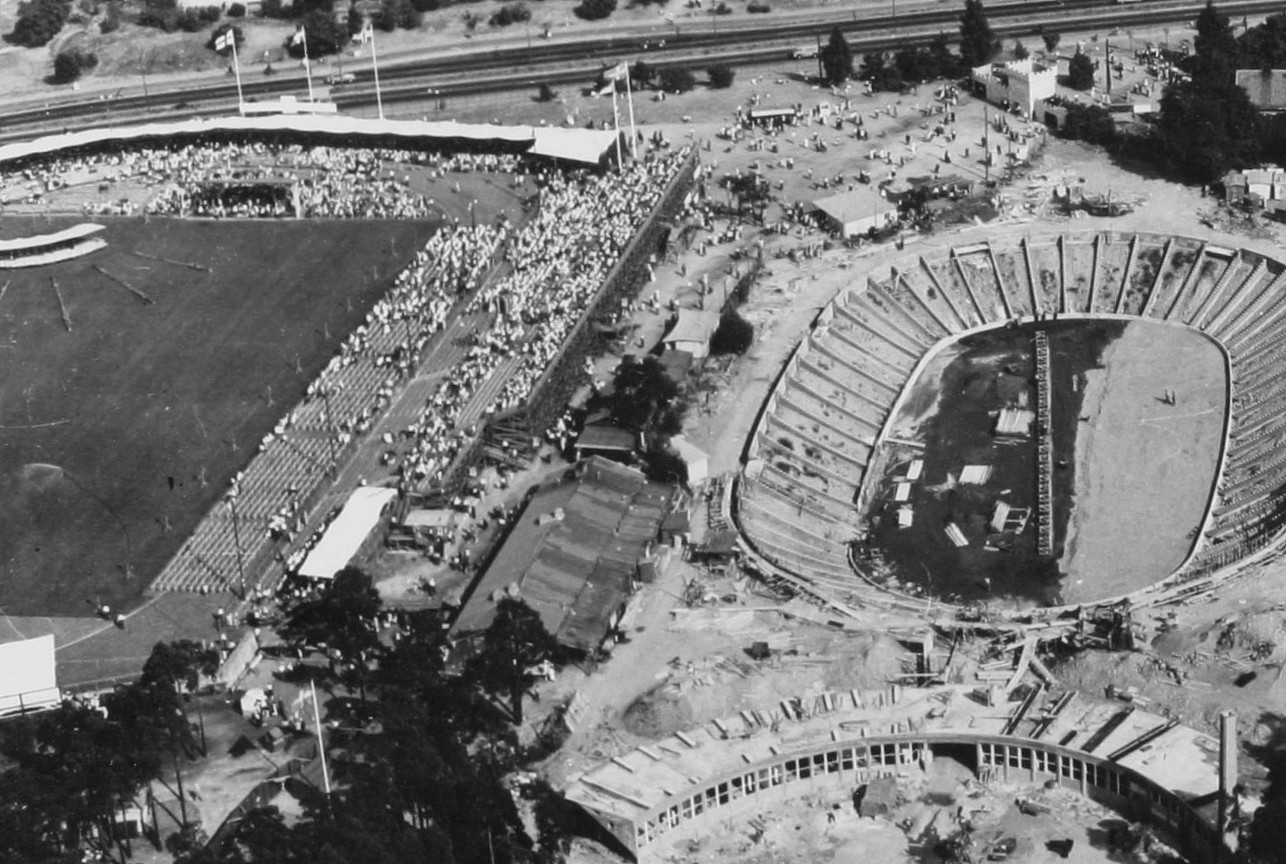
Johanneshovs IP

- Johanneshovs IPStockholms stadion (Stadion) 1919 till 1966. Publikrekord: 19 655 (allsvenskt kval våren 1939).[43]
- Johanneshovs IP (även kallad Josse) 1946/1947 till 1965. 1946/1947 bytte man primär spelplats från Hammarby IP till Johanneshovs IP. Hammarby spelade upp till 27 allsvenska hemmamatcher på Johanneshovs IP under säsongerna 1954/1955 till 1964. Publikrekord: 13 207 (1955).[44]
- Råsunda fotbollsstadion (Råsunda) Fram till 1980 spelade man ett antal av de mest publikdragande hemmamatcherna, däribland derbyn. Efter detta har dock allsvenska hemmaderbyn mot AIK och Djurgården fortsatts att spelas på Råsunda under perioderna: 1981 - 1984, 1994 - 2004 och 2007 - 2009. T.o.m. 2008 hade Hammarby spelat 87 allsvenska hemmamatcher på Råsunda. Publikrekord: 35  929 (1941).
- Söderstadion 1967 till 2013. 1967 stod Söderstadion klar och blev Hammarbys nya primära hemmaplan. Under åren 1967–2008 spelade Hammarby 344 allsvenska hemmamatcher på Söderstadion. Publikrekord: 22 000 (Allsvenskan 1982).

Allsvenskan 1990 spelades premiäromgången på Enskede IP (publik 5 467) då Söderstadion inte stod färdig efter ombyggnad.
Fram till och med säsongen 2022 var de allsvenska matcher Hammarby spelat på olika arenor fördelade på följande sätt:
- Söderstadion: 360 matcher
- Råsunda: 140 matcher
- Tele2 Arena: 120 matcher
- Stockholm Stadion: 28 matcher
- Johanneshovs IP: 27 matcher
- Enskede IP: 1 match
- Hammarby IP: 1 match.

### Tele2 Arena
Sedan mitten av åttiotalet har man talat om att upprusta Söderstadion eller att bygga en ny arena åt Hammarby. Det var i samband med att Globen började byggas i mitten av 1980-talet, som man även tänkte rusta upp och bygga ut Söderstadion till att ta omkring 17 000 åskådare. Resultatet blev dock att per 1990 hade den västra läktaren ersatts med ett kontor och en sektion för endast 650 personer vilket resulterade i en total kapacitet om 10 011 åskådare. När Hammarby var tillbaka i Allsvenskan 1998 strömmade publiken till Söderstadion och då det var valår tog pratet om att bygga ut arenan åter fart.
På hösten 2000 lade Stockholm Stad undan 153 miljoner kronor för en upprustning av Söderstadion. År 2002 tog Hammarby fram ett eget förslag, vilket innebar att Söderstadion skulle vridas 90 grader. Hösten 2002 började man titta på alternativet med en ny arena söder om Globen med plats för 25 000 åskådare. Under hösten 2003 tog majoriteten i Stockholms Stad i stället fram en plan på en ny nationalarena med en publikkapacitet på 50 000 åskådare. Inför valet 2006 skickade Hammarby ut en enkät om den nya arenan till samtliga partier i Stadshuset att svara på.

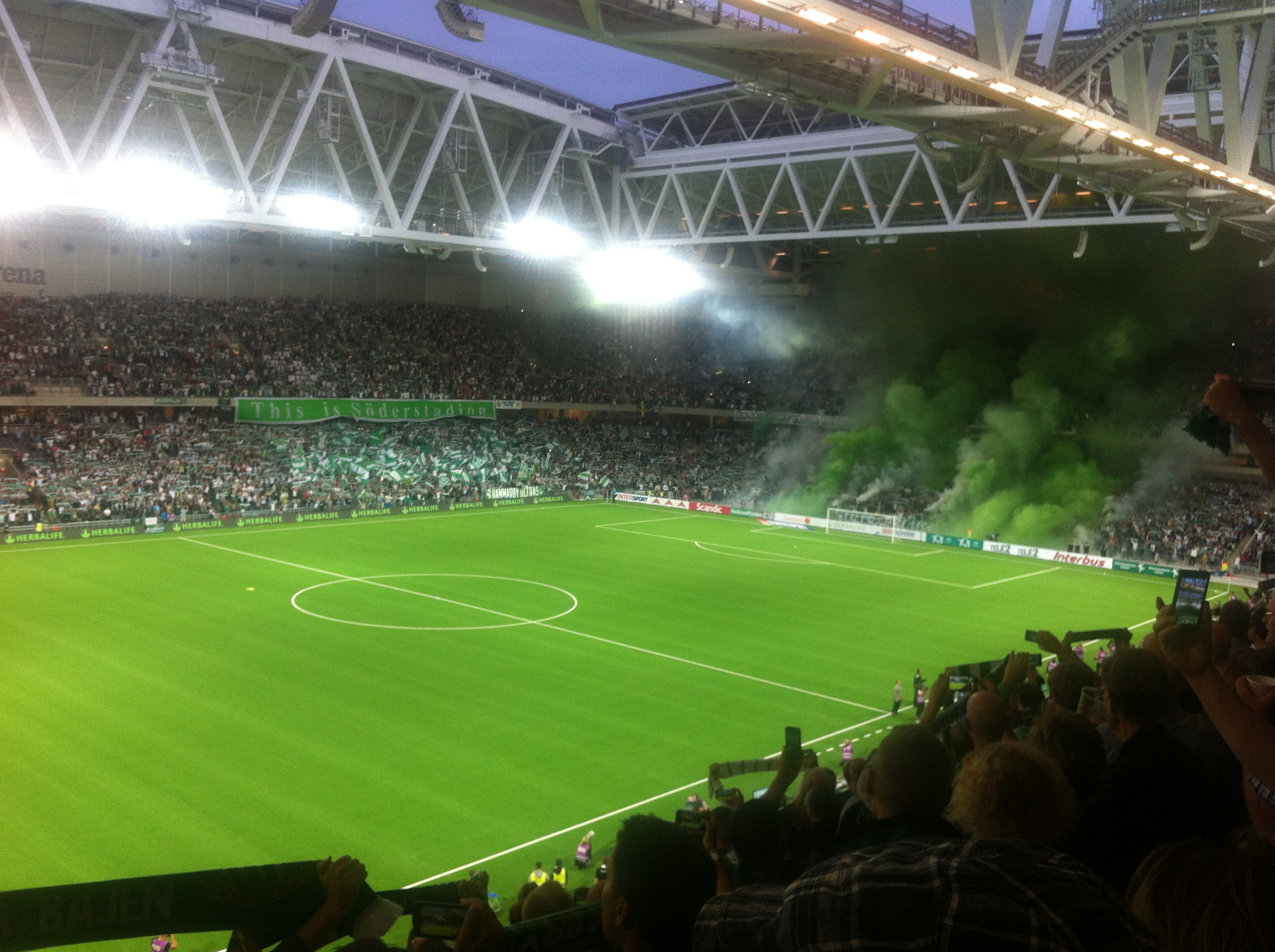
Hammarbys premiär på Tele2 arena

Efter valet lovade den nya majoriteten att lösa Hammarbys arenafråga under mandatperioden. Beslut fattades om att bygga en arena med plats för 30 000 åskådare söder om Globen. Arenan stod klar år 2012. Arenans officiella namn är Tele2 Arena  men gick under arbetsnamnet Stockholmsarenan (2008–2012).
Arenan invigdes den 20 juli 2013 i Superettan där Hammarby tog emot Örgryte IS inför 29 175 åskådare. Publikrekordet för en fotbollsmatch på arenan är 31 810 åskådare den 4 november 2018 i mötet mellan Hammarby och Häcken.
Det har länge varit en debatt mellan Hammarbys och Djurgårdens supportrar om vilket lag arenan tillhör eftersom båda lagen delar på arenan.

## Ägarskap och finanser

### Organisation
Hammarby IF Fotbollförening

Hammarby IF Fotbollförening (Hammarby IF FF) är medlem av Hammarby IF, som den 1 januari 1999 ombildades till en alliansförening. Hammarby IF FF ansvarar för ungdomsfotbollen och futsalverksamheten.
Hammarby Fotboll AB

Hammarby Fotboll AB är ansvarigt för elitverksamheten för herrlaget och damlaget. Hammarby Fotboll AB ägs till 29,6 % av Hammarby IF FF med 50,4 % röstmajoritet, övriga aktier ägs av Anschutz Entertainment Group Sweden AB (dotterbolag till Anschutz Entertainment Group USA) samt andra investerare. Hammarby Fotboll AB bildades 7 oktober 2001. Den 27 november 2019 annonserade Zlatan Ibrahimović att han indirekt köpt 25 % ägande i Hammarby genom att förvärva hälften av aktierna i AEG Sweden.
| Styrelse - Ordförande: Mattias Fri | Personal (urval) - Verkställande direktör: Richard von Yxkull - Vice VD: Markus Nilsson - Sportchef: Mikael "Micke" Hjelmberg - Teknisk chef: Adrian von Heijne - Evenemangs- och säkerhetschef: Göran Rickmer |

### Ekonomi
Resultat 1998–2007 för Hammarby IF Fotbollförening (i miljoner kronor)
| År   | Intäkter Totalt | Intäkter Publik/Övrigt/Transfers | Kostnader Löner/Sociala | Kostnader Spelarköp | Resultat | Eget kapital      | Kassa & bank (vid 31 dec.) |
| ---- | --------------- | -------------------------------- | ----------------------- | ------------------- | -------- | ----------------- | -------------------------- |
| 2007 | 85,1            | ?/?/5,8                          |                         | 5,4                 | -3,3     | +8,7              |                            |
| 2006 | 90,9            | ?/?/14,4                         |                         | 4,9                 | +3,9     | +10,0             |                            |
| 2005 | 71,2            | ?/?/7,5                          |                         | 4,3                 | -0,4     | +6,1              |                            |
| 2004 | 67,1            | ?/?/0,5                          |                         | 3,6                 | -2,7     | +6,5              |                            |
| 2003 | 63,3            | ?/?/0,8                          |                         | 3,0                 | +0,0     | +5,3              |                            |
| 2002 | 56,7            | ?/?/0,1                          |                         | 3,5                 | -1,4     | FF: +2,9 AB: -1,3 |                            |
| 2001 | 62,8            | ?/?/3,8                          |                         | 2,6                 | +19,6    | FF: +3,7          |                            |
| 2000 | 37,9            | ?/?/0,2                          |                         | 3,6                 | -12,6    | FF: -15,0         |                            |
| 1999 | 32,7            | ?/?/1,8                          |                         | 2,4                 | +0,1     | FF: -2,5          |                            |
| 1998 | ca 30           | ?/?/ca 1,0                       |                         |                     | drygt 5  | negativt          |                            |

Noter
1. Transfers är spelarförsäljningar, och i tabellen ovan gäller bara siffror för Hammarby IF FF.
2. Resultat är resultatmåttet resultat EFTER skatt.
3. För 1998 saknas exakta siffror.
4. AB är aktiebolag och FF är fotbollsförening.

## Supportrar
Hammarbys supportrar finns i hela landet, men majoriteten finner man i Stockholmsområdet och man är välkända för sina tongivande och trogna fans både hemma på Tele2 Arena, men också på bortamatcherna. Hammarbys fans började sjunga i slutet på 1950-talet och i början på 1960-talet för att stötta sitt lag men det var inte förrän 1970 man började sjunga organiserat och stå på en viss sektion. Hösten 1970 blev början till det som skulle bli Bajen Fans. I slutet av 1970-talet växte skaran. På den tiden leddes de flesta resor till bortamatcherna samt den organiserade supporterverksamheten överlag av Hammarby Supporterklubb. När den yngre generationen supportrar växte blev motsättningarna med de äldre supportrarna allt tydligare. Efter några incidenter tog därför den äldre generationen samt Hammarby Fotboll avstånd från verksamheten på läktarna och på dessa premisser bildades Bajen Fans; en supporterförening som haft en tydlig målsättning med att hålla ihop supporterkollektivet i Hammarby. Man anser att det är det bästa sättet att motverka de negativa tendenser som finns på läktaren.
Söderstadion blev 2008 framröstad till den elfte mest stämningsfulla arenan i Europa enligt den brittiska sportkanalen Setanta Sports. 2014 Blev Hammarbys ultras rankade 16:e bäst i världen, och var då det enda laget från Sverige som var nominerat på listan och kom högst upp på listan av alla lag representerade från Norden. Man har även vunnit tävlingen om världens bästa tifo 2013 med sitt tifo mot Ängelholm, sista matchen på Söderstadion. 25 lag var nominerade och Hammarbys tifo vann efter att 18 % röstat på Hammarby av 47 575 personer från hela världen. 2014 var man nominerad till samma tävling, och kom då på delad 6:e plats med Legia Warszawa och Levski efter att 216 673 röstat.
Hammarbys publik, den "tolfte spelaren", har sedan 2002 officiellt blivit tilldelade nummer 12 av klubben. De flesta tröjreplikor sedan dess har även sålts med nummer 12 på ryggen.

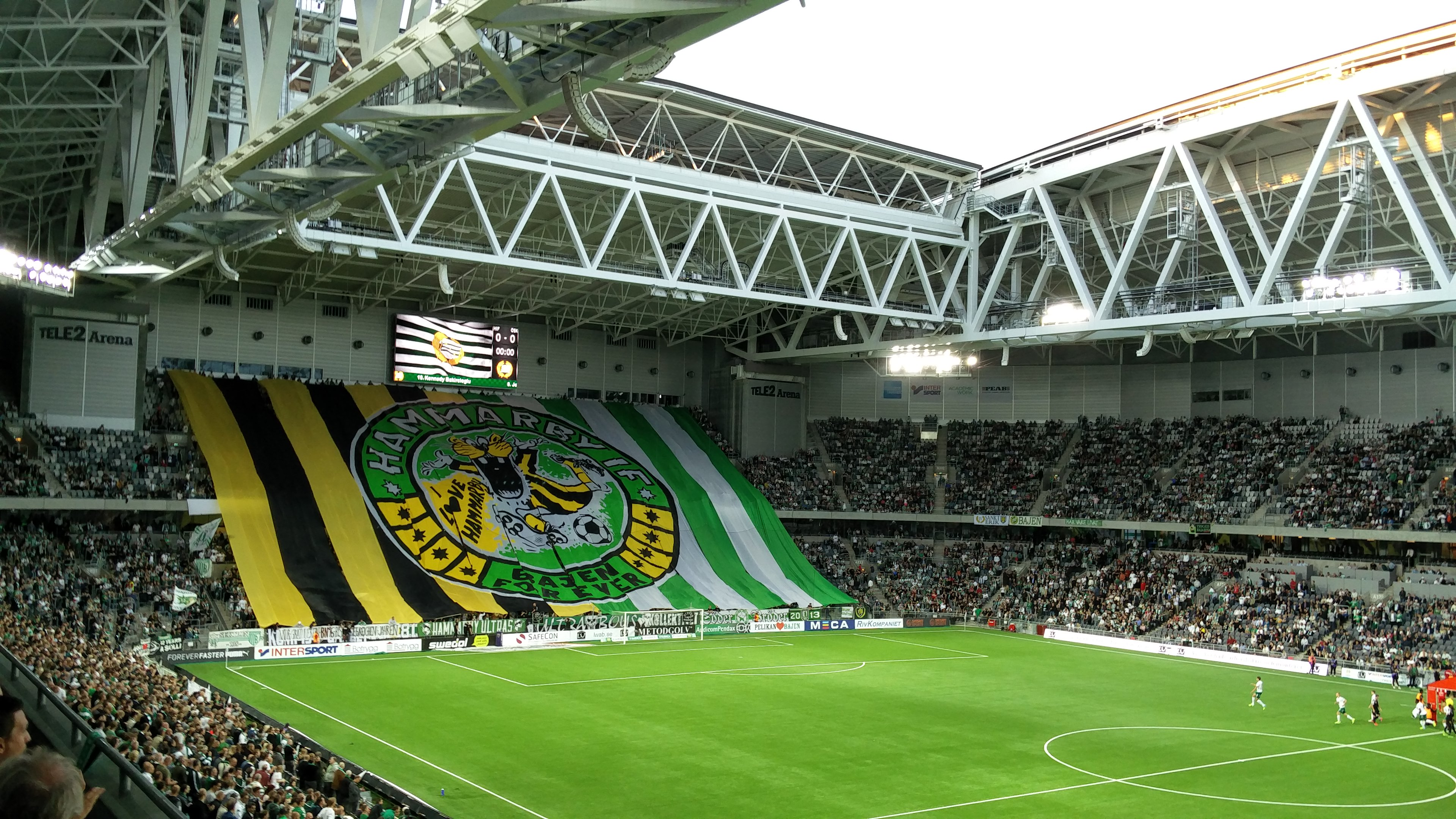
Hammarby IF:s Fans Tifo den 23 omgången 2016 mot Örebro SK

 Hammarbyare har ofta spekulerat kring hur stor publik de skulle ha om de hade en större arena då Söderstadion endast tog in c:a 12 000. År 2013 och 2014 fick man chansen att visa upp vilken kapacitet man verkligen besitter när man flyttade till sin nya arena Tele2. Där lyckades man första året ha ett snitt på 14 145 trots att man var avhängda från att ta ett steg upp i Allsvenskan från Superettan, samt att man hade två matcher med spel utan publik som hävdes dagar innan match. Året efter bevisade man ännu en gång att man har en stor och trogen supporterskara efter att ha ett snitt på 20 451 utan att spela några derbyn eller mot några av de stora konkurrenterna. Man slog därmed några rekord det året med att bl.a. ha haft flest besökare på sina matcher på en säsong genom tiderna när man sprängde gränsen och hade en bra bit över 300 000 åskådare på sina 15 hemmamatcher. Man lyckades även ha det högsta publiksnittet i Superettan genom tiderna och man lyckades därmed även att publikmässigt slå de Allsvenska lagen, vilket ett andradivisionslag aldrig någonsin tidigare gjort i Sverige . 2015 slog Hammarby alla tiders svenska publikrekord då 30 627 kom för att se Hammarby möta Malmö FF i Allsvenskans sista omgång. Hemmasnittet för året blev 25 507, 17 personer fler än Örgryte IS snitt på 25 490 från 1959.. 2022 slog klubben sitt eget rekord från 2015 med ett hemmasnitt på hela 26 372.
Låten "Just idag är jag stark", musik av Kenta Gustafsson och text av Aapo Sääsk, spelas upp vid spelarentrén på Hammarbys fotbollsmatcher. Gustafsson var ett känt fan av Bajen och skrev låtar som bl.a. "Bajen Forever". Efter att han gick bort efter en tids sjukdom 2003 har "Just idag är jag stark" spelats vid varje inmarsch.. Aftonbladet och diverse andra tidningar har ett flertal gånger rankat "Just idag är jag stark" som Sveriges bästa fotbollshymn, med ord som "Allt vad en inmarschlåt kan och ska vara. Säger allt om Hammarby, utan att handla om Hammarby. Överlägsen.".

### Bajenland
Bajenland är ett område i södra Stockholm, löst definierat söder om Slussen med södra förorter som exempelvis Årsta, Hammarbyhöjden, Gullmarsplan, Högdalen med flera. Området som enligt en undersökning gjord av undersökningsföretaget Novus visar att av de 65 % som uppgav sig ha ett favoritlag i södra Stockholm så visade nästan 40 % sig hålla på Hammarby. Det är mer än vad motståndarna AIK och Djurgården hade tillsammans. Södra Stockholm är på grund av den supportertätheten en av anledningarna till att man kallar området för Bajenland, men även på grund av den långa tradition man har med att ha haft ett flertal olika sektioner inom Hammarby tävlande i dessa områden. Hammarby kan även titulera sig som störst i både Stockholm och i Sverige när det kommer till supportrar. Enligt en stor SIFO-undersökning är det 580 000 individer i Sverige som har Hammarby som sitt favoritlag och enligt en Temo-underökning även störst i Stockholm. Undersökningen som beställts av Hammarby ska ha visat att av de 53 % i Stockholm som har ett favoritlag ska 33 % hållit på Hammarby mot Djurgårdens 26 % och AIK:s 13 %. Enligt undersökningen ska också 77 % av de personer som håller på Hammarby regelbundet följa Hammarby via media, vilket är uppemot 430 000 människor bara i Stockholm. Hammarby tyckte då själva att resultatet blev lite oväntat och gjorde om testet till att ringa runt till utvalda i Stockholm och inte via en undersökning på nätet, man valde även att flytta ordning på lagen när man frågade och satte AIK först och Hammarby sist för att se om resultatet ändrades. 30 % valde då Hammarby, 25 % Djurgården och 21 % AIK. I en annan undersökning, gjord av Upplevelseinstitutet, framkommer att 4 % av svenska folket håller på Hammarby, medan siffran för Djurgården ligger på 5 % och siffran för AIK ligger på 6 %

### Rivalitet
Hammarbys största rivaler är historiskt sett främst AIK och Djurgårdens IF. Även möten med IFK Göteborg, samt i vissa fall Malmö FF, brukar, till supportrarnas entusiasm, klassas som rivalmöten och innebära storpublik.
Derbyt mellan Hammarby och AIK kallas för Tvåfärgsderbyt eller Länsderbyt och har spelats på Söderstadion, men även sedan en lång tid på Råsunda fotbollsstadion, där lagen har fått skifta vilka som är hemma- respektive bortalag på våren och hösten. År 2013 flyttade Hammarby in på Tele2 arena och AIK på Friends arena, detta innebär att när lagen möts spelas derbyna numera på respektive arena. Derbyt har på grund av att ena laget kommer från norra sidan av Stockholm och Hammarby från södra gjort att det blivit ett slag om vilken sida om stan som är bäst.
Hammarbys andra derby spelas mot Djurgården, i vad som ironiskt nog kallas för innerstadsderbyt, trots att det spelas utanför innerstaden. Det är ett derby som gör upp om vilka som egentligen är bäst i stan i många Hammarbyares ögon. Derbyt har även det spelats på olika arenor, men efter oroligheter kring matcherna flyttades även dessa derbyn till Råsunda fotbollsstadion där lagen turades om vilka som var hemma- respektive bortalag. Rivaliteten har även den intensifierats efter att Djurgården i oktober 2011 valde att spela på Tele2 arena som i första hand var byggd som komplement till Söderstadion, som skulle rivas, och som Hammarby spelade på under option . Derbyna kommer därför i framtiden att spelas på just Tele2 mellan lagen där det kommer att turas om vilka som på papperet står som hemmalag.
Till skillnad från AIK och Djurgården som är grundade samma år, 1891, och därför kallas för tvillingklubbar, så är Hammarby Idrottsförening bildad senare. Många anhängare av den grönvita söderklubben anser dock att "Bajen" i själva verket är äldre än "Tvillingarna" då Hammarby Roddförening, som senare övergick i Hammarby IF, i själva verket grundades 1889.[källa behövs]
IFK Göteborg är även det ett lag som Hammarby genom tiderna haft som rivaler. Det blev gradvis större rivalitet mellan klubbarna när det började gå bra för IFK Göteborg i Allsvenskan och 1982 möttes lagen i SM-finalen, som Göteborg gick segrande ur efter att Hammarby vunnit med 2-1 borta, men sedan förlorat hemma med 1-3 . Dessa matcher skulle däremot inte bli så kända för resultaten utan för "sambahösten", där Hammarbys publik tog läktarkulturen i Sverige till ännu en nivå, när man förde oväsen och trummade och spelade instrument på läktarna..

### Kända supportrar (urval)
- Tomas Andersson Wij
- Leif Andrée
- Lasse Anrell
- Mikael Appelgren [89]
- Petter Askergren
- Fredrik Berling
- Björn Borg [90]
- Jonas Björkman
- Ernst Brunner
- Brasse Brännström[91]
- Alice Babs
- Hjördis Petterson
- Lennart Risberg
- Fredrik Malm
- Magdalena Andersson
- Christian Carlsson
- Per Anders Fogelström
- Sven-Eric Gamble
- Magnus Carlson
- Kenta Gustafsson
- Staffan Olsson
- Stephen Simmonds
- Lalla Hansson
- Carin Jämtin
- Johan "Tomten" Johansson
- Ylva Johansson
- Jonas Karlsson
- Janne Halldoff
- Joel Kinnaman [92]
- Allan Edwall
- Robert Perlskog
- Emil Christensen
- Charlie Gustafsson
- Mange Schmidt
- Eagle-Eye Cherry
- Rolf "Roffe" Wikström
- Alexander Skarsgård [92]
- Stefan Sundström
- Mikael Persbrandt[93]
- Jan-Ove Waldner [94]
- Fares Fares
- Lars Werner
- Joakim Åhlund
- Martin Schibbye
- Bill Skarsgård
- Johan Petersson
- Gunnar Ljungstedt
- Tommy Ekengren
- Johan Johansson
- Martin Lidberg
- Måns Möller
- Göran Ragnerstam
- Zara Larsson
- Valter Skarsgård[95]
- Einar Grönberg
- Erik Johansson
- Nisse Hallberg
- Stig "Slas" Claesson
- David Ritschard

## Spelare

### Spelartruppen
| Nummer      | Land            | Spelare                   | Födelsedatum      | Kom från           | Moderklubb        |           |
| Målvakter   | Målvakter       | Målvakter                 | Målvakter         | Målvakter          | Målvakter         | Målvakter |
| ----------- | --------------- | ------------------------- | ----------------- | ------------------ | ----------------- | --------- |
| 1           | Surinam         | Warner Hahn               | 16 juni 1992      | Kyoto Sanga        | Alexandria '66    |           |
| 27          | Sverige         | Felix Jakobsson           | 16 september 1999 | Sandvikens IF      | Svalövs BK        |           |
| Försvarare  |                 |                           |                   |                    |                   |           |
| 2           | Sverige         | Hampus Skoglund           | 1 mars 2004       | Hammarby TFF       | IK Frej           |           |
| 3           | Danmark         | Frederik Winther          | 4 januari 2001    | Augsburg           | B 1903            |           |
| 4           | Sverige         | Victor Eriksson           | 17 september 2000 | Minnesota United   | Värnamo Södra FF  |           |
| 6           | Sverige         | Pavle Vagic               | 24 januari 2000   | Rosenborg          | Malmö FF          |           |
| 13          | Sverige         | Jonathan Karlsson         | 27 november 2003  | Sandvikens IF      | Hanvikens SK      |           |
| 17          | Guinea          | Ibrahima Fofana           | 15 augusti 2002   | Hammarby TFF       | Atouga            |           |
| 19          | Surinam         | Shaquille Pinas           | 19 mars 1998      | Ludogorets Razgrad | SC Feyenoord      |           |
| 21          | Sverige         | Simon Strand              | 25 maj 1993       | IF Elfsborg        | Stuvsta IF        |           |
| Mittfältare |                 |                           |                   |                    |                   |           |
| 5           | Sverige         | Tesfaldet Tekie           | 4 juni 1997       | Go Ahead Eagles    | Marieholm BoIK    |           |
| 8           | Sverige         | Markus Karlsson           | 20 januari 2004   | Hammarby IF U      | Hammarby IF       |           |
| 11          | Sverige         | Oscar Johansson Schellhas | 6 maj 1995        | IFK Värnamo        | Gnosjö IF         |           |
| 14          | Sverige         | Dennis Collander          | 9 maj 2002        | Örebro SK          | Barkarö SK        |           |
| 15          | Sverige         | Adrian Lahdo              | 26 december 2007  | Hammarby IF U      | Hammarby IF       |           |
| 20          | Sverige         | Nahir Besara              | 25 februari 1991  | Örebro SK          | Assyriska FF      |           |
| 22          | Sverige         | Jacob Ortmark             | 29 augusti 1997   | IFK Norrköping     | Stocksunds IF     |           |
| 28          | Ghana           | Frank Junior Adjei        | 20 mars 2004      | IFK Värnamo        | Vision FC         |           |
| 34          | Sverige         | Wilson Lindberg Uhrström  | 23 mars 2006      | Hammarby IF U      | Hammarby IF       |           |
| Anfallare   |                 |                           |                   |                    |                   |           |
| 7           | Sverige         | Paulos Abraham            | 16 juli 2002      | Groningen          | IF Brommapojkarna |           |
| 9           | Sverige         | Jusef Erabi               | 8 juni 2003       | Hammarby IF U      | Rågsveds IF       |           |
| 18          | Tunisien        | Sebastian Tounekti        | 13 juli 2002      | Haugesund          | Tromsdalen        |           |
| 23          | Norge           | Obilor Okeke              | 23 juli 2002      | KFUM Oslo          | Bærumsløkka FK    |           |
| 26          | Irak            | Montader Madjed           | 24 april 2005     | Varbergs BoIS      | Växjö BK          |           |
| 29          | Elfenbenskusten | Elohim Kaboré             | 20 december 2006  | ASEC Mimosas       | ASEC Mimosas      |           |
| 32          | Ghana           | Bernard Acheampong        | 31 januari 2007   | AsanSka FC         | AsanSka FC        |           |
| -           | Sverige         | Nikola Vasic              | 4 oktober 1991    | IF Brommapojkarna  | Hammarby IF       |           |

### Utlånade spelare
| Nr | Land       | Pos | Namn                                                              |
| -- | ---------- | --- | ----------------------------------------------------------------- |
| 7  | Montenegro | A   | Viktor Đukanović (i Dunajská Streda till 31 december 2025)        |
| 25 | Sverige    | MV  | Elton Fischerström Opancar (i Hammarby TFF till 31 december 2025) |
| -  | Sverige    | F   | Emil Reyes Rigö (i Hammarby TFF till 31 december 2025)            |
| -  | Sverige    | A   | Milian Öberg (i Hammarby TFF till 31 december 2025)               |
| -  | Sverige    | MF  | Björn Hedlöf (i Hammarby TFF till 31 december 2025)               |
| -  | Sverige    | F   | Matheo Elviersson Sica (i Hammarby TFF till 31 december 2025)     |

| Nr | Land    | Pos | Namn                                                       |
| -- | ------- | --- | ---------------------------------------------------------- |
| -  | Sverige | A   | Keyano Marrah (i Hammarby TFF till 31 december 2025)       |
| -  | Sverige | F   | Casper Eklund (i Hammarby TFF till 31 december 2025)       |
| -  | Japan   | F   | Yusei Shima (i Hammarby TFF till 31 december 2025)         |
| -  | Liberia | MF  | Saah Moses Jr (i Hammarby TFF till 31 december 2025)       |
| -  | Nigeria | A   | Odera Samuel Adindu (i Hammarby TFF till 31 december 2025) |

### U19-truppen 2025
| Nr | Land    | Pos | Namn                         |
| -- | ------- | --- | ---------------------------- |
| -  | Sverige | MV  | Ivar Steggo Forsse (-07)     |
| -  | Sverige | MV  | Leon Cornaire (-08)          |
| -  | Sverige | F   | Emil Werner (-07)            |
| -  | Sverige | F   | Jonathan Léon Hägglund (-06) |
| -  | Sverige | F   | Adrian Andersson (-07)       |
| -  | Sverige | F   | Christian Burman (-08)       |
| -  | Sverige | F   | Elias Carlsson (-07)         |
| -  | Sverige | F   | Dante Palmqvist (-06)        |
| -  | Sverige | F   | Kevin Lönnergård (-08)       |
| -  | Sverige | F   | Konrad Szajda (-07)          |
| -  | Sverige | F   | Sebastian Villegas (-07)     |

| Nr | Land    | Pos | Namn                     |
| -- | ------- | --- | ------------------------ |
| -  | Sverige | MF  | Nikolaj Staykov (-07)    |
| -  | Sverige | MF  | Oskar Moczarny (-06)     |
| -  | Sverige | MF  | Gustaf Andrén (-07)      |
| -  | Sverige | MF  | Lucas Gustafson (-08)    |
| -  | Sverige | MF  | Tim Lindberg (-07)       |
| -  | Sverige | MF  | Hugo Östlund (-07)       |
| -  | Sverige | MF  | Daniar Rzgar Ahmad (-07) |
| -  | Sverige | A   | William Loqvist (-06)    |
| -  | Sverige | A   | Dennis Asprilla (-07)    |
| -  | Sverige | A   | Ture Ahlbom (-07)        |
| -  | Sverige | A   | Emil Sadarangani (-08)   |

### Spelarövergångar

#### Inför och under 2025
In
|  | Sverige         | MV | Felix Jakobsson (från Sandvikens IF )            |
|  | Sverige         | F  | Jonathan Karlsson (från Sandvikens IF )          |
|  | Elfenbenskusten | A  | Elohim Kaboré (från ASEC Mimosas )               |
|  | Sverige         | A  | Paulos Abraham (från FC Groningen )              |
|  | Ghana           | A  | Bernard Acheampong (från FC AsanSka )            |
|  | Tunisien        | A  | Sebastian Tounekti (från FK Haugesund )          |
|  | Sverige         | MF | Jacob Ortmark (från IFK Norrköping )             |
|  | Japan           | F  | Yusei Shima (från Ehime FC )                     |
|  | Ghana           | MF | Frank Junior Adjei (från IFK Värnamo )           |
|  | Liberia         | MF | Saah Moses Jr (från Discoveries SA )             |
|  | Nigeria         | A  | Odera Samuel Adindu (från Future Pro Soccer FC ) |
|  | Norge           | A  | Obilor Okeke (från KFUM Oslo )                   |
|  | Sverige         | A  | Nikola Vasic (från IF Brommapojkarna )           |

Ut
| 25 | Sverige         | MV | Davor Blažević (till IF Brommapojkarna )         |
| 13 | Danmark         | F  | Mads Fenger (till AC Horsens )                   |
| 16 | Sverige         | MF | Marcus Rafferty (till Degerfors IF )             |
| 27 | Sverige         | MV | Sebastian Selin (till Åsane Fotball )            |
| 34 | Sverige         | MF | Alper Demirol (ej nytt kontrakt)                 |
| 8  | Sverige         | MF | Fredrik Hammar (till KV Mechelen )               |
| 15 | Spanien         | F  | Marc Llinares Barragán (till WKS Śląsk Wrocław ) |
| 28 | Elfenbenskusten | A  | Bazoumana Touré (till TSG 1899 Hoffenheim )      |
| 19 | Togo            | A  | Sebastian Clemmensen (till IFK Göteborg )        |
| 24 | Ghana           | F  | Kingsley Gyamfi (till Östers IF )                |
| -  | Kamerun         | A  | Saidou Alioum (till IFK Göteborg )               |
| -  | Niger           | MF | Mamane Sabo (till FK Javor Matis Ivanjica )      |
| 30 | Sverige         | A  | Jardell Kanga (till Ilves Tammerfors )           |
| 23 | Sverige         | A  | Abdelrahman Boudah (till Albirex Niigata )       |
| 16 | Albanien        | MF | Gent Elezaj (till Landskrona BoIS )              |

### Hammarbyprofiler
Följande 24 spelare har valts till "Tidernas 24 största bajenprofiler" genom en omröstning på den officiella hemsidan, hammarbyfotboll.se, år 2004.
| - Lennart "Nacka" Skoglund - Ronnie Hellström - Kenta Ohlsson - Kennedy Bakircioglu - Sven "Svenne Berka" Bergqvist - Lasse Eriksson - Sten-Ove "Putte" Ramberg - Uffe Eriksson - Billy Ohlsson - Klasse Johansson - Matte Werner - Mikael Hellström | - Pétur Marteinsson - Hans Eskilsson - Tom Turesson - Christer Fursth - Magnus Lefvert - Åke "Plutten" Andersson - Andreas Hermansson - Peter Markstedt - Mikael Rönnberg - Peter Berggren - Dan Sahlin - Jan Sjöström |

### Guldbollen
Vid ett tillfälle har en Hammarbyare fått Guldbollen:
- 1971 - Ronnie Hellström

### Allsvenska skytteligan
Hammarbyare har stått som vinnare av den allsvenska skytteligan vid tre tillfällen:
- 1979 - Mats Werner - 14 mål
- 1980 - Billy Ohlsson - 19 mål
- 1984 - Billy Ohlsson - 14 mål

### Årets Bajenspelare
Årets Bajenspelare är en webbomröstning som startades 2003 av Andreas Bjunér på Hammarby IF Fotbolls webbplats. Vinnaren utses genom en omröstning på klubbens officiella hemsida.

#### Samtliga vinnare
Källa (vinnare 2003–2012)
- 2003: Max von Schlebrügge (priset delades ut på Kolingsborg)
- 2004: Alexander Östlund
- 2005: Max von Schlebrügge (priset delades ut i Eriksdalshallen)
- 2006: Petter Furuseth (priset delades ut på Marie Laveau)
- 2007: Louay Chanko
- 2008: Petter Andersson
- 2009: Igor Armas
- 2010: Johannes Hopf
- 2011: Maic Sema
- 2012: Johannes Hopf
- 2013: Inget pris delades ut av okänd anledning.
- 2014: Kennedy Bakircioglu (priset delades ut på Solidaritet Arena)
- 2015: Erik Israelsson
- 2016: David Boo Wiklander
- 2017: Bjørn Paulsen
- 2018: Serge-Junior Martinsson Ngouali
- 2019: Darijan Bojanić
- 2020: Gustav Ludwigson[107]
- 2021: Gustav Ludwigson
- 2022: Nahir Besara[108]
- 2023: Jusef Erabi
- 2024: Nahir Besara

### Svenska A-landslagsspelare genom tiderna[109]
| - Helge Andersson (1921-22) - Michael Andersson (1979-82) - Petter Andersson (2005) - Rolf Andersson (1968-69) - Jeffrey Aubynn (2007) - Kennedy Bakircioglü (2001-03) - Sven Bergqvist (1935-43) - Nahir Besara (2024-) - Gustav Björk (1921) - Darijan Bojanić (2020-22) - Bertil Bäckvall (1945) - Nils Carlbom (1921) - Louay Chanko (2008) - Axel Corall (1921) - Oliver Dovin (2023-) - Jonnie Efraimsson (1981) - Lars Eriksson (1988-89) - Ulf Eriksson (1979-88) - Victor Eriksson (2023-) - Hans Eskilsson (1988) | - Ragnar Gunnarsson (1916) - Jiloan Hamad (2018) - Mikael Hellström (1999) - Ronnie Hellström (1968-74) - Hans Holmqvist (1984-87) - Klas Johansson (1977-83) - Lars Ove Johansson (1960) - Alexander Kačaniklić (2020) - Karl Karlberg (1920-21) - Edvin Kurtulus (2022-) - Arne Larsson (1959-60) - Gösta Lundell (1962-63) - Axel Nilsson (1930) - Billy Ohlsson (1978-80) - Kenneth Ohlsson (1978) - Victor Olsson (1920-21) - Inge Persson (1962) - Sten-Ove Ramberg (1979-84) - Mikael Rönnberg (1979-81) - Dan Sahlin (1995) | - Simon Sandberg (2020-22) - Max von Schlebrügge (2003-06) - Paul Sellberg (1921) - Albin Sellin (1916) - Rami Shaaban (2008) - Jan Sjöström (1972-74) - Karl-Evert Skoglund (1962) - Lennart "Nacka" Skoglund (1964) - Suleyman Sleyman (2008) - Karl Söderqvist (1921) - Thure Söderqvist (1920-21) - Muamer Tanković (2019-20) - Tom Turesson (1962-71) - Mats Werner (1976-79) - Ernst Westerlund (1921) - Gösta Whilborg (1919-23) - Thom Åhlund (1979) - Alexander Östlund (2003) |
| --- | --- | --- |

## Tränare

### Ledare 2025
Huvudtränare
- Kim Hellberg

Assisterande tränare
- David Selini
- Douglas Jakobsen
- Vedran Vucicevic

Övriga tränare
- Martin Sundgren - Övergångstränare
- Dusan Babic - Målvaktstränare
- Gustav Petterson - Fystränare
- Niklas Egnell - Fystränare
- Olle Ekman - Fystränare

Övrig personal
- Mikael Hjelmberg - Sportchef
- Adrian von Hejne - Teknisk chef
- Magnus Svärd - Naprapat
- Carl Carlsson - Fysioterapeut
- Tim Altmark - Fysioterapeut
- Stefan Tanda - Fysioterapeut
- Anders Bitén - Materialförvaltare
- Adam Bulduk - Materialförvaltare
- Atena Gerontidou - Team Manager
- Ange-Désiré Obrou - Sports Assistant

### Huvudtränare
| - 1920 Harry Butterworth - 1922 Sven Johansson - 1923-1925 Willy Meisl - 1936 Olle Holking (försäsongen) - 1936-1939 Gustaf Martinsson - 1940-1944 Per "Pära" Kaufeldt - 1944-1946 Sven Bergqvist - 1947-1950 Folke Adamsson - 1951 Åke Andersson och Folke Adamsson - 1951-1961 Folke Adamsson - 1962-1963 Folke Adamsson och Rune Larsson - 1964-1965 Folke Adamsson - 1966 Georg "Kinna" Kraemer - 1967-1971 Lars-Gösta Hall - 1972 Janne Holmberg - 1973-1974 Olle Nyström - 1975-1977 Björn Bolling - 1978 Tom Turesson - 1979-1981 Bengt Gustavsson - 1982-1984 Bengt Persson - 1985 Björn Bolling - 1986 Lars Wass | - 1987-1988 Hans Backe - 1989-1992 Kenneth "Kenta" Ohlsson - 1993-1995 Tommy Davidsson - 1996 Göran Göransson - 1997-1999 Rolf Zetterlund (sparkad efter omgång 16 säsongen 1999) - 1999-2001 Sören Cratz (tog över efter omgång 16 säsongen 1999) - 2002-2006 Anders Linderoth - 2006-2009 Tony Gustavsson - 2009 Thom Åhlund - 2010 Michael Borgqvist (avgick tidigt september 2010 – efter omgång 24) - 2010 Jesper Blomqvist (vikarierande huvudtränare i omgång 25) - 2010–2011 Roger Franzén (omgång 26, 2010 – omgång 20, 2011) - 2011 Roger Sandberg (omgång 21 – 30, 2011) - 2012–2013 Gregg Berhalter - 2013 Thomas Dennerby - 2014-2016 Nanne Bergstrand - 2017-2018 Jakob Michelsen - 2018-2021 Stefan Billborn - 2021 Milos Milojevic - 2022-2023 Martí Cifuentes - 2023 Abel Lorincz (tillförordnad huvudtränare i omgång 29 - 30) - 2024- Kim Hellberg |

## Hammarby TFF
Hammarby Talangfotbollsförening (HTFF) är Hammarby Fotbolls talanglag för unga spelare som ännu inte slagit sig in i A-truppen, men som bedöms redo för seniorspel. Truppen har karaktären av ett U23 lag. HTFF har existerat i tre upplagor där den första drevs under perioden 2002-2011. Som bäst nådde klubben en fjärdeplats i Division 1 Norra. Laget uppstod i mars 2002 när Pröpa SK överlät sin serieplats i division IV Stockholm Mellersta till Hammarby U. Under denna första period flyttades ett tjugotal spelare från Hammarby TFF till Hammarbys A-lag. Hammarbys samarbete med Hammarby Talangfotbollförening ingick i Hammarby Fotboll AB:s verksamhet.
Den andra upplagan av HTFF startades 2016 av Hammarbys ungdomsförening i syfte att kunna ha flera akademilag i varje åldersgrupp för att ge fler spelare möjligheten att tillhöra akademin. 2018 adderades ett seniorlag som spelade två säsonger i Division 5 respektive 4 innan det i slutet av 2020 åter lades ner. Akademiverksamheten fortsatte som tidigare.
I mars 2021 beslutades att Hammarbys tidigare samarbetsklubb IK Frejs herrseniorlag i Division Ett Norra lämnar IK Frej-alliansen och byter namn till HTFF. Det blir därmed den tredje upplagan av klubben. IK Frej fortsätter dock sin egen herrfotbollsverksamhet i Division 4 då de tog över den plats i serien HTFF haft säsongen innan. Det formella namnet på klubben är Hammarby Talangfotbollsförening Herrfotboll för att särskilja föreningen från den förening som fortsatt driva akademiverksamheten.

## Statistik
- Publikrekord, Råsundastadion: 35 929 (mot IFK Lidingö, 14 september 1941)
- Publikrekord, Söderstadion: 22 000 (mot IFK Göteborg, 31 oktober 1982)
- Publikrekord, Tele2 Arena: 31 810 (mot BK Häcken, 4 november 2018)
- Högsta publiksnitt: 26 372 (Allsvenskan 2022)
- Största seger, Allsvenskan: 7-0 (mot Halmstads BK, 1 oktober 1972); 7-0 (mot Enköpings SK, 29 september 2003)
- Största förlust, Allsvenskan: 1-9 (mot Djurgårdens IF, 13 augusti 1990); 0-8 (mot IFK Göteborg, 2 juni 1925)
- Flest säsonger, Allsvenskan: 15, Kenneth "Kenta" Ohlsson (1966-1983)
- Flest matcher, Allsvenskan: 333, Kenneth "Kenta" Ohlsson (1966-1983)
- Flest gjorda mål, Allsvenskan: 94, Billy Ohlsson (1972-1986)
- Flest säsonger, totalt: 18, Kenneth "Kenta" Ohlsson (1966-1983)
- Flest mål, totalt: 162, Kurt Kjellström (1940-1946)
- Flest seriematcher (inkl kval och slutspel), totalt: 400, Kenneth "Kenta" Ohlsson (1966-1983)

### Meriter
- Svenska mästare
  - SM-guld (1): 2001
- Allsvenskan (1924/1925-)
  - Segrare (1): 2001
  - Andra plats (3): 1982, 2003, 2024
- Allsvenskan slutspel (1982-1990)
  - Final (1): 1982
  - Semifinal (1): 1984
  - Kvartsfinal (1): 1983
- Svenska mästerskapet (1896-1924)
  - Final (1): 1922
- Svenska cupen (1941-) 
  - Segrare (1): 2021
  - Final (4): 1977, 1983, 2010, 2022
- Näst högsta serien (1924/1925-)
  - Segrare (12): 1936/1937, 1937/1938, 1938/1939, 1953/1954, 1957/1958, 1964, 1966, 1969, 1989, 1993, 1997, 2014
- Hallsvenskan
  - Segrare (1): 1984
- SM i inomhusfotboll (11-manna)
  - Segrare (1): 1991
- SM i Futsal (1994-)
  - Segrare (1): 1994
- Nackas minne (1977-1990, 2003-2004)
  - Segrare (9): 1978, 1979, 1980, 1981, 1982, 1983, 1984, 1987, 2003
- Uefa Champions League (1992/1993-)
  - Kvalomgång 2 (1): 2002/2003
- Uefa Europa League (1971/1972-)
  - Omgång 3 (1): 1985/1986
  - Omgång 2 (3): 2004/2005, 2007/2008, 2020/2021
- Uefa Europa Conference League (2021-)
  - Playoff (1): 2021/2022
  - Omgång 2 (1): 2023/2024
- Cupvinnarcupen (1960/1961-1998/1999)
  - Omgång 2 (1): 1983/1984
- Intertotocupen (1995-2008)
  - Segrare (1): 2007
  - Omgång 3 (1): 1999
- Tipscupen (1958-1994)
  - Gruppvinnare (1): 1983
  - Grupptvåa (1): 1992
  - Gruppspel (4): 1974, 1985, 1987, 1991
- Royal League (2004/2005-2006/2007)
  - Kvartsfinal (1): 2005/2006
  - Gruppspel (1): 2006/2007

### Tabellplaceringar

#### Allsvenskan
| Allsvensk placering sedan 1986 | Allsvensk placering sedan 1986 | Allsvensk placering sedan 1986 | Allsvensk placering sedan 1986 | Allsvensk placering sedan 1986 | Allsvensk placering sedan 1986 | Allsvensk placering sedan 1986 | Allsvensk placering sedan 1986 | Allsvensk placering sedan 1986 | Allsvensk placering sedan 1986 | Allsvensk placering sedan 1986 | Allsvensk placering sedan 1986 | Allsvensk placering sedan 1986 | Allsvensk placering sedan 1986 | Allsvensk placering sedan 1986 | Allsvensk placering sedan 1986 | Allsvensk placering sedan 1986 | Allsvensk placering sedan 1986 | Allsvensk placering sedan 1986 | Allsvensk placering sedan 1986 | Allsvensk placering sedan 1986 | Allsvensk placering sedan 1986 | Allsvensk placering sedan 1986 | Allsvensk placering sedan 1986 | Allsvensk placering sedan 1986 | Allsvensk placering sedan 1986 | Allsvensk placering sedan 1986 | Allsvensk placering sedan 1986 | Allsvensk placering sedan 1986 | Allsvensk placering sedan 1986 | Allsvensk placering sedan 1986 | Allsvensk placering sedan 1986 | Allsvensk placering sedan 1986 | Allsvensk placering sedan 1986 | Allsvensk placering sedan 1986 | Allsvensk placering sedan 1986 | Allsvensk placering sedan 1986 | Allsvensk placering sedan 1986 | Allsvensk placering sedan 1986 | Allsvensk placering sedan 1986 |  |
| Plats                          | 1986                           | 1987                           | 1988                           | 1989                           | 1990                           | 1991                           | 1992                           | 1993                           | 1994                           | 1995                           | 1996                           | 1997                           | 1998                           | 1999                           | 2000                           | 2001                           | 2002                           | 2003                           | 2004                           | 2005                           | 2006                           | 2007                           | 2008                           | 2009                           | 2010                           | 2011                           | 2012                           | 2013                           | 2014                           | 2015                           | 2016                           | 2017                           | 2018                           | 2019                           | 2020                           | 2021                           | 2022                           | 2023                           | 2024                           |  |
| ------------------------------ | ------------------------------ | ------------------------------ | ------------------------------ | ------------------------------ | ------------------------------ | ------------------------------ | ------------------------------ | ------------------------------ | ------------------------------ | ------------------------------ | ------------------------------ | ------------------------------ | ------------------------------ | ------------------------------ | ------------------------------ | ------------------------------ | ------------------------------ | ------------------------------ | ------------------------------ | ------------------------------ | ------------------------------ | ------------------------------ | ------------------------------ | ------------------------------ | ------------------------------ | ------------------------------ | ------------------------------ | ------------------------------ | ------------------------------ | ------------------------------ | ------------------------------ | ------------------------------ | ------------------------------ | ------------------------------ | ------------------------------ | ------------------------------ | ------------------------------ | ------------------------------ | ------------------------------ |  |
| 1                              |                                |                                |                                |                                |                                |                                |                                |                                |                                |                                |                                |                                |                                |                                |                                | HIF                            |                                |                                |                                |                                |                                |                                |                                |                                |                                |                                |                                |                                |                                |                                |                                |                                |                                |                                |                                |                                |                                |                                |                                |  |
| 2                              |                                |                                |                                |                                |                                |                                |                                |                                |                                |                                |                                |                                |                                |                                |                                |                                |                                | HIF                            |                                |                                |                                |                                |                                |                                |                                |                                |                                |                                |                                |                                |                                |                                |                                |                                |                                |                                |                                |                                | HIF                            |  |
| 3                              |                                |                                |                                |                                |                                |                                |                                |                                |                                |                                |                                |                                | HIF                            |                                |                                |                                |                                |                                |                                |                                | HIF                            |                                |                                |                                |                                |                                |                                |                                |                                |                                |                                |                                |                                | HIF                            |                                |                                | HIF                            |                                |                                |  |
| 4                              |                                |                                |                                |                                |                                |                                |                                |                                |                                |                                |                                |                                |                                |                                |                                |                                |                                |                                |                                | HIF                            |                                |                                |                                |                                |                                |                                |                                |                                |                                |                                |                                |                                | HIF                            |                                |                                |                                |                                |                                |                                |  |
| 5                              |                                |                                |                                |                                |                                |                                |                                |                                |                                |                                |                                |                                |                                |                                |                                |                                |                                |                                |                                |                                |                                |                                |                                |                                |                                |                                |                                |                                |                                |                                |                                |                                |                                |                                |                                | HIF                            |                                |                                |                                |  |
| 6                              | HIF                            | HIF                            |                                |                                |                                |                                |                                |                                |                                |                                |                                |                                |                                |                                |                                |                                |                                |                                | HIF                            |                                |                                | HIF                            |                                |                                |                                |                                |                                |                                |                                |                                |                                |                                |                                |                                |                                |                                |                                |                                |                                |  |
| 7                              |                                |                                |                                |                                |                                |                                |                                |                                |                                |                                |                                |                                |                                |                                |                                |                                |                                |                                |                                |                                |                                |                                |                                |                                |                                |                                |                                |                                |                                |                                |                                |                                |                                |                                |                                |                                |                                | HIF                            |                                |  |
| 8                              |                                |                                |                                |                                |                                |                                |                                |                                |                                |                                |                                |                                |                                |                                | HIF                            |                                |                                |                                |                                |                                |                                |                                |                                |                                |                                |                                |                                |                                |                                |                                |                                |                                |                                |                                | HIF                            |                                |                                |                                |                                |  |
| 9                              |                                |                                |                                |                                |                                |                                |                                |                                |                                |                                |                                |                                |                                |                                |                                |                                | HIF                            |                                |                                |                                |                                |                                | HIF                            |                                |                                |                                |                                |                                |                                |                                |                                | HIF                            |                                |                                |                                |                                |                                |                                |                                |  |
| 10                             |                                |                                |                                |                                |                                |                                |                                |                                |                                |                                |                                |                                |                                | HIF                            |                                |                                |                                |                                |                                |                                |                                |                                |                                |                                |                                |                                |                                |                                |                                |                                |                                |                                |                                |                                |                                |                                |                                |                                |                                |  |
| 11                             |                                |                                |                                |                                |                                |                                |                                |                                |                                |                                |                                |                                |                                |                                |                                |                                |                                |                                |                                |                                |                                |                                |                                |                                |                                |                                |                                |                                |                                | HIF                            | HIF                            |                                |                                |                                |                                |                                |                                |                                |                                |  |
| 12                             |                                |                                | HIF                            |                                | HIF                            |                                | HIF                            |                                |                                |                                |                                |                                |                                |                                |                                |                                |                                |                                |                                |                                |                                |                                |                                |                                |                                |                                |                                |                                |                                |                                |                                |                                |                                |                                |                                |                                |                                |                                |                                |  |
| 13                             |                                |                                |                                |                                |                                |                                |                                |                                |                                | HIF                            |                                |                                |                                |                                |                                |                                |                                |                                |                                |                                |                                |                                |                                |                                |                                |                                |                                |                                |                                |                                |                                |                                |                                |                                |                                |                                |                                |                                |                                |  |
| 14                             |                                |                                |                                |                                |                                |                                |                                |                                |                                |                                |                                |                                |                                |                                |                                |                                |                                |                                |                                |                                |                                |                                |                                |                                |                                |                                |                                |                                |                                |                                |                                |                                |                                |                                |                                |                                |                                |                                |                                |  |
| 15                             |                                |                                |                                |                                |                                |                                |                                |                                |                                |                                |                                |                                |                                |                                |                                |                                |                                |                                |                                |                                |                                |                                |                                |                                |                                |                                |                                |                                |                                |                                |                                |                                |                                |                                |                                |                                |                                |                                |                                |  |
| 16                             |                                | HIF                            |                                |                                |                                |                                |                                |                                |                                |                                |                                |                                |                                |                                |                                |                                |                                |                                |                                |                                |                                |                                |                                |                                |                                |                                |                                |                                |                                |                                |                                |                                |                                |                                |                                |                                |                                |                                |                                |  |
| -                              |                                |                                |                                | Div 1                          |                                | Div 1                          | Div 1                          | Div 1                          |                                |                                | Div 1                          | Div 1                          |                                |                                |                                |                                |                                |                                |                                |                                |                                |                                |                                |                                | SE                             | SE                             | SE                             | SE                             | SE                             |                                |                                |                                |                                |                                |                                |                                |                                |                                |                                |  |

Länk: Allsvenskan från 1924/25 fram till idag

#### Svenska Cupen
| Svenska Cupen sedan 1986 | Svenska Cupen sedan 1986 | Svenska Cupen sedan 1986 | Svenska Cupen sedan 1986 | Svenska Cupen sedan 1986 | Svenska Cupen sedan 1986 | Svenska Cupen sedan 1986 | Svenska Cupen sedan 1986 | Svenska Cupen sedan 1986 | Svenska Cupen sedan 1986 | Svenska Cupen sedan 1986 | Svenska Cupen sedan 1986 | Svenska Cupen sedan 1986 | Svenska Cupen sedan 1986 | Svenska Cupen sedan 1986 | Svenska Cupen sedan 1986 | Svenska Cupen sedan 1986 | Svenska Cupen sedan 1986 | Svenska Cupen sedan 1986 | Svenska Cupen sedan 1986 | Svenska Cupen sedan 1986 | Svenska Cupen sedan 1986 | Svenska Cupen sedan 1986 | Svenska Cupen sedan 1986 | Svenska Cupen sedan 1986 | Svenska Cupen sedan 1986 | Svenska Cupen sedan 1986 | Svenska Cupen sedan 1986 | Svenska Cupen sedan 1986 | Svenska Cupen sedan 1986 | Svenska Cupen sedan 1986 | Svenska Cupen sedan 1986 | Svenska Cupen sedan 1986 | Svenska Cupen sedan 1986 | Svenska Cupen sedan 1986 | Svenska Cupen sedan 1986 | Svenska Cupen sedan 1986 | Svenska Cupen sedan 1986 | Svenska Cupen sedan 1986 |
| Plats                    | 86/87                    | 87/88                    | 88/89                    | 89/90                    | 90/91                    | 1991                     | 92/93                    | 93/94                    | 94/95                    | 95/96                    | 96/97                    | 97/98                    | 98/99                    | 99/00                    | 00/01                    | 2002                     | 2003                     | 2004                     | 2005                     | 2006                     | 2007                     | 2008                     | 2009                     | 2010                     | 2011                     | 12/13                    | 13/14                    | 14/15                    | 15/16                    | 16/17                    | 17/18                    | 18/19                    | 19/20                    | 20/21                    | 2022                     | 2023                     | 2024                     | 2025                     |
| ------------------------ | ------------------------ | ------------------------ | ------------------------ | ------------------------ | ------------------------ | ------------------------ | ------------------------ | ------------------------ | ------------------------ | ------------------------ | ------------------------ | ------------------------ | ------------------------ | ------------------------ | ------------------------ | ------------------------ | ------------------------ | ------------------------ | ------------------------ | ------------------------ | ------------------------ | ------------------------ | ------------------------ | ------------------------ | ------------------------ | ------------------------ | ------------------------ | ------------------------ | ------------------------ | ------------------------ | ------------------------ | ------------------------ | ------------------------ | ------------------------ | ------------------------ | ------------------------ | ------------------------ | ------------------------ |
| Seger                    |                          |                          |                          |                          |                          |                          |                          |                          |                          |                          |                          |                          |                          |                          |                          |                          |                          |                          |                          |                          |                          |                          |                          |                          |                          |                          |                          |                          |                          |                          |                          |                          |                          | HIF                      |                          |                          |                          |                          |
| Final                    |                          |                          |                          |                          |                          |                          |                          |                          |                          |                          |                          |                          |                          |                          |                          |                          |                          |                          |                          |                          |                          |                          |                          | HIF                      |                          |                          |                          |                          |                          |                          |                          |                          |                          |                          | HIF                      |                          |                          |                          |
| Semi                     |                          |                          |                          |                          |                          |                          |                          |                          |                          | HIF                      |                          | HIF                      |                          |                          |                          |                          |                          | HIF                      |                          |                          |                          | HIF                      |                          |                          |                          |                          |                          |                          | HIF                      |                          |                          |                          |                          |                          |                          | HIF                      |                          |                          |
| Kvart                    | HIF                      | HIF                      |                          |                          |                          |                          |                          |                          |                          |                          | HIF                      |                          |                          |                          |                          | HIF                      |                          |                          |                          |                          |                          |                          |                          |                          |                          |                          |                          | HIF                      |                          |                          |                          | HIF                      | HIF                      |                          |                          |                          |                          | HIF                      |
| 8-del                    |                          |                          |                          |                          |                          |                          | HIF                      |                          |                          |                          |                          |                          | HIF                      | HIF                      | HIF                      |                          |                          |                          |                          |                          | HIF                      |                          | HIF                      |                          |                          |                          |                          |                          |                          |                          |                          |                          |                          |                          |                          |                          |                          |                          |
| 16-del                   |                          |                          | HIF                      |                          | HIF                      |                          |                          | HIF                      |                          |                          |                          |                          |                          |                          |                          |                          | HIF                      |                          | HIF                      | HIF                      |                          |                          |                          |                          |                          |                          |                          |                          |                          |                          |                          |                          |                          |                          |                          |                          |                          |                          |
| sämre                    |                          |                          |                          | HIF                      |                          | HIF                      |                          |                          | HIF                      |                          |                          |                          |                          |                          |                          |                          |                          |                          |                          |                          |                          |                          |                          |                          | HIF                      | HIF                      | HIF                      |                          |                          | HIF                      | HIF                      |                          |                          |                          |                          |                          | HIF                      |                          |

Länk: Svenska Cupen från 1941 fram till idag